# ドラゴンクエストシリーズの楽曲一覧
ドラゴンクエストシリーズでは、スクウェア・エニックス（旧エニックス）のコンピュータRPGであるドラゴンクエストシリーズで使用されている楽曲についてまとめる。

## 概略
作曲はすぎやまこういちが担当。各ゲーム作品の発売後、ゲーム中の楽曲はすぎやま自身の手でオーケストラへの編曲がなされ、すぎやまの指揮により演奏・録音された上で音楽CD『交響組曲「ドラゴンクエスト」』などに収録されている。また、ゲーム音源やシンセサイザー音源の楽曲を収録したCDも発売されている（スーパーファミコン版『III』を除き、『VII』まではゲーム音源と交響組曲がセットとなったCDが発売されていた。両者が個別に発売されるようになったのは『VIII』以降）。
ゲームでの音源は、PlayStation 2版『V』ではNHK交響楽団、HD-2D版『III』、ニンテンドー3DS版『VII』『VIII』、Wii U・Windows版と2ndシリーズ以降のWii版『X』（オフライン版含む）、『XI S』では東京都交響楽団らが演奏した交響組曲で使用された音源を継ぎ接ぎ・ループ化してゲームBGMとして使用している（一部の曲を除く）が、PS2版『VIII』およびニンテンドーDS（『IX』およびリメイク版『IV』『V』『VI』）まではゲームハードの内蔵音源を用いていた。また、スマートフォン版（『VIII』を除く）や『シアトリズム ドラゴンクエスト』（3DS）やアーケードゲーム『モンスターバトルロード』などではオーケストラ版のアレンジを基にしたシンセサイザー音源を用いている。『ドラゴンクエストヒーローズII 双子の王と予言の終わり』から新たな共通音源が制作され、『XI』の過去の作品の楽曲やPlayStation 4・ニンテンドー3DS・Nintendo Switch版『I』『II』『III』についても同じ音源を使用している。PS4・3DS版『XI』およびSwitch版『XI S』のシンセサイザー音源もこれに準じたものとなっている。
シリーズを題材にしたアニメ作品でもゲーム中の音楽をアレンジした楽曲が使用された。
「ドラゴンクエスト序曲」は日本音楽著作権協会（JASRAC）の著作権使用料分配額（国内作品）ランキングで2016年度の年間3位、2017年度の年間2位、2018年度の年間5位、2019年度の年間2位を獲得した。日本国内の音楽著作権使用料の上位作品を表彰するJASRAC賞において、「ドラゴンクエスト序曲」が2017年に銅賞、2018年の銀賞、2020年の銀賞を獲得している。
2021年7月23日に行われた2020東京オリンピック開会式の選手入場曲においては、日本を代表するゲーム音楽の一つとして『序曲：ロトのテーマ』のタイトルで最初と最後の楽曲として採用された。
なお、その後すぎやまは同年9月30日に逝去。そして12月11日に行われたお別れの会では、東京都交響楽団が「序曲XI」と「過ぎ去りし時を求めて」を献奏した。

### 略記について
- ナンバリング作品：I-XI（ローマ数字）
  - 第1作は「I」表記とする
- モンスターズシリーズ
  - 1：M1
  - 2：M2
  - 3：M3
  - キャラバンハート：MCH
  - ジョーカー：MJ
  - ジョーカー2：MJ2
  - ジョーカー2プロフェッショナル：MJ2P
  - テリーのワンダーランド3D：MT3D
  - イルとルカの不思議なふしぎな鍵：M23D
  - ジョーカー3：MJ3
- ヒーローズシリーズ：H1、H2
- 星のドラゴンクエスト：星ドラ
- アニメ作品
  - ドラゴンクエスト 勇者アベル伝説：勇者アベル伝説
  - DRAGON QUEST -ダイの大冒険-（1991年版）：ダイの大冒険

ゲームハードについては、個々のハードについて以下の通り表記する。
- FC - ファミリーコンピュータ
- SFC - スーパーファミコン
- GB、GBC - ゲームボーイ、ゲームボーイカラー
- PS - PlayStation
- PS2 - PlayStation 2
- DS - ニンテンドーDS
- 3DS - ニンテンドー3DS
- PS4 - PlayStation 4
- Switch - Nintendo Switch

特記ないものはオリジナル版（またはリメイク版も含め共通）。「リメイク版」はハードを限定せず全てのリメイク作品で共通していることを指す。また、iOS版・Android版については同一であるため、「スマートフォン版」とする。

## 楽曲一覧

### 序曲
各ゲーム作品のタイトル画面で流れる曲。ファンファーレ（イントロの部分）は『I』〜『III』と『IV』〜『VIII』、『IX』以降で違っている。メイン部分のメロディは多少のアレンジはあるものの、基本的にシリーズ全作品共通のメロディである。交響組曲版はハ長調だがFC版IIIまでとGB版のゲーム音源はヘ長調である。PS2版『V』はNHK交響楽団、HD-2D版『III』、『IX』、Wii版『I・II・III』（オープニングムービー）、『XI』（全機種）、DS版の『IV』、『V』、『VI』では東京都交響楽団の演奏によるストリーム音源を使用。
またタイトル画面だけでなく、エンディングやゲーム中のシナリオで用いられることもある。例えば『V』ではゲーム中盤の即位式で流れる。『I』〜『III』のファンファーレのメロディはアニメ版『DRAGON QUEST -ダイの大冒険-』の主題歌『勇者よいそげ!』のイントロにも採用された（作曲・編曲は同じくすぎやま）。また別のアニメ版『ドラゴンクエスト』のOP曲（インストゥルメンタル）のラストも大幅なアレンジが加えられてはいるが、基本メロディはこのファンファーレと同一のものと思われる。店頭プロモーションムービーでも主に起用されている。
なお、ジョーカーシリーズでは下記にある通り「序曲」とは違う曲が流れる。
| 楽曲名                   | 採用No.                 | 備考 |
| ------------------------ | ----------------------- | --- |
| 序曲                     | I                       | - 交響組曲版は4分弱ある - 交響組曲版のメインメロディ部分のアレンジはその後の序曲に流用されている - 交響組曲版のみ他の序曲にはない間奏部分がある |
| ドラゴンクエスト・マーチ | - II - MCH              | - 『序曲』がイントロはそのままに行進曲風にアレンジされている - リメイク版ではエンディングの一シーンでも使われる |
| ロトのテーマ             | - III - XI              | - FC版ではオープニングで使われなかったため、このようなタイトルになった - ゲーム中ではエンディングの一シーンで初めて使用される - リメイク版では従来の作品同様タイトル画面でも使用される - 『XI』では真エンディングの一場面でも使用される |
| 序曲                     | IV                      | - この作品からファンファーレが変更された - オーケストラでの最大の違いは『III』までは弦楽器がメインであるのに対し本作以降は金管楽器がメインである点である |
| 序曲のマーチ             | - V - VI                | - 『IV』の『序曲』をアレンジし、マーチ色が強くなっており本作以降の『序曲のマーチ』の根幹ともいえる - SFC版Vでは「冒険の書」作成直後にしかオープニングが流れないので聞ける機会はかなり少ない - 交響組曲版は各楽団の演奏にもよるが、『V』と『VI』のスネアドラムの音が微妙に違う - 『V』のSFC版、『VI』のSFC版、DS版、交響組曲版はファンファーレが若干早めに流れメインメロディが1回しか流れない - 『V』のPS2版、DS版、交響組曲版の『V』はファンファーレが若干ゆったりと流れ、メインメロディが2回流れる - 『V』のDS版ではストリーム音源とDS内蔵音源の二つのアレンジがある - 『V』では主人公が王になるシーンやエンディングの一シーン、『VI』ではエンディングの一シーンでも使われる |
| 序曲のマーチ VII         | VII                     | - 基本的に『V』、『VI』と同一の曲だがメインメロディが全て金管楽器で演奏されている - スネアドラムが交響組曲版『III』と同じ三連符主体のリズムに回帰している - ファンファーレ部分のパーカッションのアレンジが異なる - 3DS版ではメインメロディが1回しか流れない。魔王討伐の宴シーンでも使われる |
| 序曲                     | VIII                    | 基本的に『序曲のマーチVII』を継承しつつ、後半はIVの交響組曲版『序曲』へと回帰する |
| 序曲IX                   | IX                      | - イントロ部分が『IV』 - 『VIII』まで使用されていたものから一新された - 本曲はDS内蔵音源ではなく、東京都交響楽団の演奏によるストリーム音源が使用されている - ナンバリングオリジナルでは初めてのケース - 今作ではメインメロディは1度しか流れない（ただし、交響組曲版では2回、2回目は『VIII』同様） - 『太鼓の達人12 ド〜ン!と増量版/13/14』『太鼓の達人Wii ドドーンと2代目!』にも収録されている |
| 序曲X                    | - X - 星ドラ            | - イントロ部分は『IX』を継承している - 『IX』同様東京都交響楽団の演奏によるストリーム音源が使用されている - この曲はタイトル画面では使用されず、タイトルムービーのみで使用される（オフライン版ではタイトル画面でも使用） - 1stシリーズではメインメロディは1回だったが、2ndシリーズのタイトルムービーでは2回流れる - 交響組曲版ではアレンジ（イントロとメロディの間にドラムマーチが入るなど）が施されている - Wii U版・Windows版とWii版のセカンドパッケージではタイトルムービーが差し込み追加されている - 『太鼓の達人（新）』『太鼓の達人Wii 超ごうか版』『太鼓の達人Wii Uば〜じょん!』にも収録されている                                                                     |
| 序曲XI                   | XI                      | - イントロ部分が変更された。『I』 - 『III』で使用されたものをアレンジして使用 - イントロのロトファンファーレ部分は『III』以前はホルンで演奏されていたが、トランペットに変更されている - メインメロディ部分は『序曲X』とほぼ同様 |
| 序曲                     | - M1 - M2 - MT3D - M23D | イントロのない特別バージョン |
| モンスター行進曲         | - MJ - MJ2 - MJ3        | - 上記にもある、「序曲」とは全く別の曲 - 「序曲」(I)はエンディングで流れる |

なお、北米のNES版『Dragon Warrior III』のタイトル画面では上記各曲とはまったく別のオープニングテーマが使用されている。この曲は日本版では聞くことができず、北米版のみで聞ける曲である。

### 間奏曲（インテルメッツォ）
「冒険の書」（セーブファイル）の入力、および名前入力の画面で流れる曲。『IV』から登場し、それ以降ほぼ全てのナンバリングタイトルで採用されている。またリメイク版の『III』、北米のNES版『III』でも採用されている。『星ドラ』ではももん屋にあるビューティーサロンで流れる。
| 楽曲名                     | 採用No.                             | 備考 |
| -------------------------- | ----------------------------------- | --- |
| 街の人々                   | - I - XI                            | - FC版の『I』では町のBGMであるが、リメイク版の『I』では『街の人々』のアレンジ版（交響組曲版の一部）が間奏曲として流れる - スマートフォン版などのシンセサイザー音源は交響組曲に準拠しており、SFC版と終わりの部分が異なる。『XI』でも同アレンジが使用された                                                                                            |
| Love Song 探して           | - II - X - 星ドラ                   | - この曲には発売当時に歌詞がつけられた（詳しくは左記の項目を参照） - 『X』ではWii版のインストールおよびバージョンアップ時に使用されている他、サウンドトラックの特典である家具をゲーム内の自宅に設置するとハードを問わず聴くことができる（Wii U版、Windows版とWii版の2ndシリーズではオーケストラ音源になる） - 『星ドラ』ではダウンロード画面で流れる |
| 間奏曲（インテルメッツォ） | - IV - V - VI - VII - VIII - IX - X | - 交響組曲版は『IV』に収録されている。 |
| セレクト・モード           | モンスターズ                        | - 『テリーの世界』のアレンジで組曲の一部 - 『MCH』まで用いられていたが、ジョーカーシリーズではタイトル画面がそのままメニューになっているため、これに該当する曲がない - 『MT3D』と『M23D』でもジョーカーシリーズと同様だが、すれちがいバトルなどの対戦メニュー画面で本曲が流れる                                                                      |

### 城・町・村・ほこらなどのBGM

#### 城
昼と夜の概念がある作品（『IX』をのぞく）では夜の城用のアレンジバージョンもある（チェンバロ演奏風のバージョン）。
| 楽曲名                     | 採用No.                 | 備考 |
| -------------------------- | ----------------------- | --- |
| ラダトーム城               | - I - II - III - XI     | - 2階（王室）と1階・地下とでアレンジが変わる（ただし、リメイク版では廃止されている） - FC版、MSX・MSX2版ではほこらでもこの曲が使用される - リメイク版の『II』、『III』でもラダトーム城ではこの曲が使用される - SFC版『III』およびGB版（3作とも）では冒頭のパートのリピートがなくなっている - 『XI』では冒険の書の世界で使用される                                                                                                   |
| 王城                       | - II - XI - MCH         | - リメイク版では交響組曲に準じている - 『XI』では冒険の書の世界で使用される - 『MCH』ではオープニングのグランエスタード城のほか崩壊したローレシア、ムーンブルクでも使われている |
| 王宮のロンド               | III                     | SFC版とGBC版で存在する夜バージョンの『王宮の夜』は、GBC版で冒険の書選択画面からメダルの書を開いた際にも使われる |
| 王宮のメヌエット           | IV                      | リメイク版ではチェンバロが印象的な夜のバージョンも存在し、また城下町では代わりに『街』が流れる |
| 謎の城                     | - IV - X                | - 天空城で流れる曲 - 『X』（Ver.2.4〜）では謎の孤島で使用される |
| 王宮のトランペット         | - V - XI                | - トランペットのソロと弦楽器が主旋律を担当する - SFC版はAB（ABC）進行、リメイク版はABAC（ABCAD）行進である - 交響組曲の進行はABACA'（ABCADA'）行進で1ループ分となり、A'がコーダを兼ねる - リメイク版ではチェンバロだけで演奏される夜バージョンも存在する - こちらは交響組曲の進行と同様にABACA'（ABCADA'）行進で演奏される - また名産博物館でも使用される - 『XI』ではメダル女学園で使用される - 『XI S』ではユグノア城で使用される |
| 天空城                     | V                       | - 天空城で流れる曲（天空城を使って移動する際にも流れ続ける） - 妖精の城が出現する聖なる湖でも使われる - SFC版では主旋律をクラリネットが奏でるパート（A）→ストリングスが奏でるパート（B）→もう1度クラリネットが奏でるパート（A）を演奏したところまでで1ループとなるABA行進であるが、A→Bのみでループを構成するAB行進もある - 交響組曲はABAの1ループ+コーダで構成されたABA'行進となる。リメイク版はAB行進である                        |
| 王宮にて                   | - VI - XI               | - ダーマ神殿やゼニスの城、天魔の塔南のほこらでも使われる - 『XI』では冒険の書の世界で使用される |
| 王宮のホルン               | - VII - X               | - ホルンをメインにした、城のための曲 - クリスタルパレスでも使われる - 3DS版（都響演奏の交響組曲）では、5連符の部分が4連符になっている - 『X』（Ver.2.0〜）ではグランゼドーラ城で『城の威容〜王宮のホルン』の組み合わせで使用される |
| 封印されし城のサラバンド   | VII                     | 魔物に支配された地方の城や、滅んだ城などで使われる |
| 城の威容〜王宮のガヴォット | - VIII - X              | - ゲーム中での初使用は非常に遅い - イントロ部分『城の威容』については基本的に城に入った最初の時のみ流れるほか、夜用の場合はカットされる - 『X』（Ver.2.0〜）ではグランゼドーラ城で『城の威容〜王宮のホルン』の組み合わせで使用される |
| 王宮のオーボエ             | IX                      | 城、エルシオン学院で使われる |
| 王宮への招待               | X                       | - トランペットとフルートのソロが目立つ曲である - 娯楽島ラッカランの駅などでも使われている |
| 荘厳なる王宮               | XI                      | - 城で流れる曲 - フルートとハープによる夜に流れる曲もあるが聴ける機会は1度しかない |
| テリーの世界               | - M1 - M2 - MJ2P - MT3D | - タイジュの国で流れる曲 - 『M2』ではテリーが登場する一度だけ流れる - 『MJ2P』ではブランパレスクリア後のピピッ島の街で流れる - PS版、『MT3D』では城の中では流れない |
| 街の佇まい                 | - M2 - M23D             | - マルタの国で流れる曲 - 『CH』のフィールド、『MJ』のアルカポリス島ではアレンジ版が使用されている |

#### 町
リメイク版『III』、同『IV』、『VIII』、『IX』での夜の町では、静寂をイメージした夜用のアレンジバージョンが流れる。また廃墟の町ではレクイエムなど、別の曲が流れることがある。
| 楽曲名                          | 採用No.            | 備考 |
| ------------------------------- | ------------------ | --- |
| 街の人々                        | - I - III - XI     | - FC版、MSX・MSX2版では名前および復活の呪文入力時も使用される - SFC・GBC版『III』ではアレフガルドの町・村でもこの曲が流れる - 『XI』では冒険の書の世界で使用される（また本曲の一部のアレンジ版が間奏曲として使用されている） - 歌詞がつけられ、女性デュオ「ルーラ」が歌いCDが発売されていた（タイトルは「町の人々」） |
| 街の賑わい                      | - II - XI - MCH    | - FC版、MSX・MSX2版ではAB進行、リメイク版で交響組曲に準じてABCD進行になっている - 『XI』では冒険の書の世界で使用される |
| 街／街の夜                      | - III - XI         | - 交響組曲版では『世界をまわる』の1曲目に組まれている - HD-2D版ではイントロがある - 『XI』では冒険の書の世界で使用される - 歌詞がつけられ、女性デュオ「ルーラ」が歌いCDが発売されていた |
| 街                              | - IV - XI          | - 『III』と同じ曲名になっているが、まったく別の曲である - 一部CDでは曲名が『街でのひととき』となっているが、本来は交響組曲における本作を含む組曲としての名称 - 夜用のアレンジもあり、スマートフォン版では交響組曲に準じてイントロがある - 『XI』では冒険の書の世界で使用される                                        |
| 街は生きている                  | - V - XI           | - フルートのメロディの後はチェロをメロディに使っている - 『XI』では冒険の書の世界で使用される |
| 木洩れ日の中で                  | - VI - X           | - 他の町の曲に比べて『ハッピーハミング』、『フォークダンス』などこの曲から派生したアレンジは多い - 『X』（Ver.4.0〜）でも一部の街で昼のみ流れる |
| 哀しみの日々                    | - VII - X          | - 魔物に支配された地方の町・村などで使われる、いわば廃墟系の曲 - PS版では全編通してハープが主旋律を奏でる - 交響組曲版（およびこの演奏を使用した3DS版）では途中から弦楽器がメインとなる - 『X』ではVer.3.0のエンディングムービーで流れ、以降のシナリオでも一部イベントシーンで使用される                              |
| 憩いの街角                      | VII                | 『哀しみの日々』と対極関係にある |
| 穏やかな街並み                  | VIII               | 一般的な町で使われ、夜用のアレンジもある |
| 対話                            | - VIII - X - XI    | - 『X』でも娯楽島ラッカランや港町レンドアなど一部の町やイベントで使われる - 『XI』ではプチャラオ村や一部のイベントで使われる - 夜用のアレンジは存在しない |
| - 来たれわが街へ - 夢見るわが街 | IX                 | 交響組曲版で夜用の曲が単独で組み込まれるようになった（上記が昼、下記が夜用のアレンジ） |
| - 街の息吹 - まどろむ街並       | X                  | - 『IX』同様、交響組曲版でも夜用の曲が組み込まれている（上記が昼、下記が夜用のアレンジ） - 岳都ガタラのボス討伐後のイベントでも流れる |
| にぎわいの街並                  | XI                 | デルカダール城下町など大きな町で使われる |
| 平和な街                        | - M2 - MJ2P - M23D | - 異世界の町で流れる - 『MJ2P』ではブランパレスクリア前のピピッ島の町で流れる |

#### 村
町よりものどかな雰囲気をイメージされる曲が流れる。町と村のBGMが区別されていない作品では、町と同様のBGMが流れる。また、ゲーム中では「村」であっても場所によっては町のBGMが使用される場合もある。小屋やほこらで村の曲が使用されることもある。
リメイク版IIIとVIII、IXでは夜の村では夜用のアレンジバージョンが流れる。
| 楽曲名                        | 採用No.    | 備考 |
| ----------------------------- | ---------- | --- |
| 村／村の夜                    | III        | - 海賊の家、変化老人の家でも使用される。リメイク版では目覚めの粉使用後のノアニールでも使用される。 - 夜用BGMは交響組曲版のイントロの流用で、都響版交響組曲ではN響版、ロンドンフィル版交響組曲より音程が1オクターブ下がっている - HD-2D版はイントロ（都響版交響組曲と同様）があり、夜用BGMは1オクターブ高いものが使用される。 |
| ねむりの村                    | III        | - リメイク版でノアニールで人々が眠らされている時の曲 - 『村』のアレンジ版で、非常にテンポを遅くしたもの |
| 寂しい村                      | V          | - カボチ村と山奥の村でのみ使われる - 『街角のメロディ』のアレンジ版 - SFC版からある曲だが、曲名は都響版交響組曲での新録の際につけられた - 「さびれた村」「はめつの予感」も同様 |
| 街角のメロディ                | V          | 妖精の世界のフィールド上と妖精の村で使われる |
| さびれた村                    | - V - XI   | - 青年時代の滅びたサンタローズで使われる、いわば廃墟用BGM - SFC版では事件解決直後のラインハット王室、青年時代後半ではベネットじいさんの部屋でも流れる - リメイク版ではオークション会場跡でも流れる - 『XI』ではバンデルフォン王国跡などで使用される                                                                          |
| ぬくもりの里に                | VI         | - ヘルハーブ温泉や2つの世界を繋ぐ井戸でも流れる - DS版ではイントロが延長されている |
| のどかな家並                  | VII        | 移民の町の「グレイトファーム」形態（PS版のみ）でも使われる |
| やすらぎの地                  | VII        | - 聖風の谷（過去）やモンスターパーク、小屋などで使われる - 移民の町のLv1〜4形態でも使われる |
| 静かな村                      | - VIII - X | - 昼用と夜用があり、夜用のものは打楽器を省き、少々テンポを遅くしたもの - 『X』（Ver.4.0〜）でも一部の村で昼のみ流れる |
| - 陽だまりの村 - 村の夕べ     | IX         | 「船着場」でも使われる |
| 村人たちのおしゃべり          | X          | - 夜用のアレンジも存在するが、『IX』とは異なり交響組曲版には組み込まれていない - ゆえにオーケストラ音源導入後もシンセサイザー音源で使用されている |
| - 穏やかな村 - 穏やかな村の夜 | XI         | - ナギムナー村で流れる - 夜の曲はキャンプでも流れる |
| 山奥の隠れ里                  | XI         | - 開始直後のイシの村や3DS版のヨッチ村で流れる - 『勇者の凱旋』のアレンジ曲 |
| 黄昏の荒野                    | XI         | - ユグノア城跡や壊滅したイシの村で流れる - 他に異変後のイベントでも流れるほか、デルカダール城奪還までのフィールド曲としても使われている |
| 希望はいずこへ                | XI         | - 異変後の最後の砦（デルカダール城奪還まで）で流れる - 『I』の「広野を行く」のフレーズが使われている |

#### カジノ系
主にカジノなどの娯楽施設やミニゲームで使用される曲。ジャズ風の曲が多く使用されている。
| 楽曲名                      | 採用No.                                       | 備考 |
| --------------------------- | --------------------------------------------- | --- |
| - ブギウギ - 酒場でブギウギ | - III - VIII - X - 少年ヤンガス - MT3D - M23D | - 『III』のみ『ブギウギ』という楽曲名となっている（その他は『酒場でブギウギ』） - リメイク版『III』では格闘場とすごろく場・バトルロード場で使用される - 『ドラゴンクエスト 少年ヤンガスと不思議のダンジョン』では、配合所で流れる - 『MT3D』では城内にある酒場のほか、旅の扉で出現する酒場でも使用されている - 『X』と『M23D』でも酒場などで使用されている |
| ローリング・ダイス          | - III - V                                     | リメイク版のすごろくプレイ中の曲 |
| 楽しいカジノ                | - IV - VIII - X                               | - 『IV』ではモンバーバラでのパノンのショーでも流れる - リメイク版『IV』では隠しダンジョンのボス戦でも使用される - 間奏に『IV』の『街』（『街でのひととき』）のメロディを取り入れている |
| カジノ都市                  | - V - X                                       | - SFC版と交響組曲版ではイントロが違う - PS2版とDS版ではイントロが省略されている |
| スライム・レース            | - V - X                                       | - カジノのスライムレース中の曲 - 戦闘の曲『戦火を交えて』のアレンジ版で、SFC版ではゴールが近づくに連れてテンポが早まっていく |
| ずっこけモンスター          | - V - VI - X - XI                             | - DS版『V』のミニゲーム「スライムタッチ」、DS版『VI』のミニゲーム「スライムカーリング」の曲 - 『X』、『XI』ではコミカル系モンスターのイベントや戦闘に使用される |
| ハッピーハミング            | - VI - X                                      | - SFC版には独自のイントロがある - 名前の通り、前半の主旋律にハミング（のような音）を用いている - 交響組曲版では金管楽器がそれに代わり、DS版もこれに準じたアレンジとなった - スライム格闘場、ベストドレッサーコンテストでも使用される - 『X』（Ver.2.0〜）ではカジノのVIPルームで使用される                                                                 |
| パラダイス                  | - VII - XI                                    | 『VII』ではメダル王の城、移民の町の「グランドスラム」形態（PS版のみ）でも使われる |

#### ほこら・教会系
主にほこらで流れる曲。いずれもテンポが遅く、静寂を感じさせる曲となっている。
| 楽曲名           | 採用No.                       | 備考 |
| ---------------- | ----------------------------- | --- |
| 聖なるほこら     | - II - MCH                    | - リメイク版第1作のほこらでも使用される - 元々の曲名は「ほこら」であったが、都響版交響組曲での新録の際に改められた |
| ほこら           | - III - XI                    | - 竜の女王の城でも使用される - 携帯電話版では冒険を始める際の性格診断時にも使用される - 『XI』では忘れられた塔（忘却の塔）のイベントなどで使用される                                                                               |
| 不思議のほこら   | - IV - X                      | リメイク版ではゴットサイド、最終決戦の舞台、移民の町の「大聖堂」形態（PS版のみ）でも使用される |
| 聖（ひじり）     | - V - XI                      | - メダル王の城でも使われる。交響組曲版ではループしない - 『XI』では様々な施設やイベントで使用される |
| 神に祈りを       | - VI - X                      | - 教会で使用されるオルガンによるバージョンと、館やほこらなどで使用されるストリングスによるバージョンがある - DS版の後者は、後半で交響組曲版の前半部分（木管系楽器主体）を使用している - X（Ver.3.0〜）では竜族の隠れ里で使用される |
| 時の眠る園       | VII                           | - なぞの神殿など、遺跡系の場所で使われる - 奪回前のダーマ神殿やリファ族の神殿でも使われる |
| 讃美歌に癒されて | - VIII - IX - X - XI          | 『VIII』で教会の標準曲と位置づけられ、以後の作品の教会はこの曲で統一されている |
| 楽しい出逢い     | - M1 - M2 - MCH - MT3D - M23D | 『M1』、『M2』、『MT3D』、『M23D』では星降りのほこらで、MCHではフォズの転身所で使われる |

#### その他
| 楽曲名             | 採用No.                 | 備考 |
| ------------------ | ----------------------- | --- |
| ジパング           | - III - XI - スラもり3  | - ジパングでのみ使用される - 『XI』ではホムラの里で使用される - 『スライムもりもり3』ではモジャパン城で流れる |
| ヒミコの宮殿       | - III - XI              | - リメイク版でのジパング内にあるヒミコの屋敷で流れる - 交響組曲版『ジパング』のイントロの流用 - 『XI』では『ジパング』同様ホムラの里で使用される                                                                                  |
| コロシアム         | - IV - X - XI - MJ      | - エンドールのコロシアムでの曲 - 楽屋用のアレンジとスタンド用のアレンジがある - 『X』では後者のみ、コロシアムや魔法戦士の職業イベントなどで使用 - 『XI』ではグロッタの町の闘技場で使用される - 『MJ』では、バトルGP開催時に流れる |
| 大神殿             | VII                     | ダーマ神殿（奪回後）とマーディラス大神殿で使われる |
| 修道僧の決意       | VIII                    | |
| 大聖堂のある街     | - VIII - X - XI         | - 『X』（Ver.3.1〜）では聖都エジャルナで使用される - 『XI』では聖地ラムダやドゥルダ郷で使用される |
| 天の祈り           | - IX - XI               | - 天使界、天の箱舟の封印された部屋で使われる - ゲーム冒頭で長時間流れることを考慮してパートが追加された - 『XI』（冒険の書の世界）の天使界でも使用される                                                                          |
| 酒場のポルカ       | - IX - XI               | - リッカの宿屋、グビアナ城下町のダンスホールで使われる - 『XI』（冒険の書の世界）のリッカの宿屋でも使用される - 『星ドラ』ではふくびき画面で流れる                                                                                |
| 集え、者たち       | - IX - X                | - ダーマ神殿で使われる - 序曲の弦楽四重奏版の中盤部分のアレンジをそのまま流用している - 『X』（Ver.4.0〜）ではエテーネ王宮で使用される                                                                                            |
| 風雅の都           | X                       | - 王都カミハルムイやアズラン住宅街で使用される - また、ツスクルの村の巫女ヒメアの館でも流れる |
| 夢のマイルーム     | X                       | 住宅街の家の屋内で流れる |
| 砂漠の王国         | X                       | アラハギーロ王国で流れる |
| 黒猫と王女のワルツ | X                       | メレアーデの部屋で流れる |
| 神話の里           | XI                      | - 神の民の里で流れる - 『にぎわいの街並』のアレンジ版 |
| 競技の館           | - M1 - MJ - MT3D - M23D | - コロシアムで使用 - 『MJ』ではマダム・デオドラの館で使用 - 『MT3D』ではクリア後のジュヒョウの国でも使用 |
| キャラバン         | MCH                     | - ベースキャンプで使用 - 後述の『勇気を持って』のBGMが内梱されている |

### ダンジョンのBGM

#### 洞窟
洞窟内で流れる曲。
| 楽曲名           | 採用No.                      | 備考 |
| ---------------- | ---------------------------- | --- |
| 洞窟             | - I - II - III - X - XI      | - 階層が深くなるにつれて音程が低くなり、テンポも遅くなっていく（スマホ版以外） - FC版、MSX・MSX2版ではドムドーラでも使用される - GB版、HD-2D版の第一階層では前奏が追加されている - またリメイク版『II』と『MCH』の竜王の城、リメイク版『III』（SFC版・GBC版・HD-2D版）のアレフガルド内の洞窟でも流れる - 『XI』では冒険の書の世界で使用される                    |
| 恐怖の地下洞     | - II - XI - MCH              | - FC版、MSX・MSX2版ではムーンブルク、竜王の城でも流れる - 『XI』では冒険の書の世界で使用される |
| ダンジョン       | - III - IX - XI - 星ドラ     | - FC版、携帯電話版ではバラモス城、ゾーマの城でも流れる - 『IX』の宝の地図の洞窟でも流れる - 『XI』でも『IX』の冒険の書の世界における宝の地図の洞窟に準じた扱い |
| 恐怖の洞窟       | - IV - XI                    | - 魔神像、架け橋の塔、デスキャッスルでも流れる - 『XI』では冒険の書の世界で流れるが、『XI S』ではカミュの追加シナリオでも流れる |
| 洞窟に魔物の影が | - V - XI                     | - 迷いの森や、完成前の大神殿でも用いられる - 各ハードでアレンジが異なる - SFC版では2回（ストリングス→ホルンの順） - PS2版とDS版では3回繰り返されるイントロが特徴的（ストリングス→ホルン、クラリネット→フルートの順） - 『XI』では冒険の書の世界で使用される |
| 暗闇にひびく足音 | VI                           | 井戸の中や、上の世界のアモールの事件解決前でも流れる |
| 迫り来る死の影   | - VII - X - XI               | - 以下の3種類のアレンジがある - 通常の洞窟用のものと魔空間の神殿用のもの（地底ピラミッド(PS版のみ) - 隠しダンジョン、一部のイベントなどでも使用） - ラストダンジョンであるダークパレス用（魔空間の神殿直前のイベントでも使用〈PS版のみ〉） - 『X』（Ver.4.0〜）でも一部ダンジョンで流れる - 『XI』では冒険の書の世界で使用され、通常の洞窟用のものが使われている |
| ひんやりと暗い道 | VIII                         | 他の曲に比べ、半音階の上昇下降が頻繁に現れる |
| 暗い道の奥で     | VIII                         | 『ひんやりと暗い道』のアレンジでテンポを遅く、音程を低くしたもの |
| 暗闇の魔窟       | - IX - X                     | - ルディアノ城、カズチャ村でも流れる - 『X』（Ver.4.1〜）ではいにしえのゼルメアで流れる |
| 暗闇をさまよう   | X                            | 魔法の迷宮でも使用 |
| 未知なる洞窟     | XI                           | 霊水の洞くつやグロッタ地下遺構などで流れる |
| 神秘へのいざない | XI                           | 始祖の森や天空の古戦場などで流れる |
| 暗闇の回廊       | XI                           | デルカダール地下水路や荒野の地下迷宮などで流れる |
| 宝を求めて       | - M2 - MJ - MJ2 - MT3D - MJ3 | - 『MJ2』の闘技場ではクリア前のみ流れる - 『MT3D』ではランダムで出現する宝物庫で使用 |

#### 塔
塔で流れる曲。塔以外でも、地上高くそびえるダンジョンなどでは塔のBGMが使用されることもある。
| 楽曲名             | 採用No.             | 備考 |
| ------------------ | ------------------- | --- |
| 魔の塔             | - II - X - MCH      | - ハーゴンの神殿（ただしFC版、MSX・MSX2版の1Fでは『恐怖の地下洞』）、『MCH』のドメディ城でも使用される - 『X』（Ver.3.1〜）では各領界の聖塔で使用される |
| 塔                 | III                 | |
| 呪われし塔         | IV                  | エルフの里の世界樹でも使用される |
| 死の塔             | - V - M23D - 星ドラ | - 『V』では以下の場面などでも使われる - 完成後の大神殿 - ゴーストたちが住み着いている頃のレヌール城 - 氷の館（PS2版のみ） - 暗黒のすごろく場（リメイク版のみ） - ポルタメントを使用したうねるような感じの不気味なイントロが特徴 - 交響組曲では2周目のAメロ部分がクラリネット、ストリングスのピチカートになっている - 『M23D』では宿り木の塔で使用された |
| 迷いの塔           | - VI - XI           | - 塔のイメージと慣例に反して曲調が早く、パーカッションを多用したアレンジになっているのが特徴的 - 交響組曲版はパーカッションをほとんど使っていないため、聴いた印象が違う - DS版では、両者を組み合わせたようなアレンジとなった - 『XI』では冒険の書の世界で使用される                                                                                     |
| 魔塔の響き         | VII                 | - 時のはざまの洞窟や風の迷宮でも使われる - 階層によってアレンジを使い分けており、異空間系ダンジョン専用のアレンジを含めて5種類のアレンジがある - 3DS版では階層に関係なく、PS版の上階でのフレーズと1階でのフレーズが交互に流れる |
| 神秘なる塔         | - VIII - X          | - 非常に多くの打楽器が使用されている - 『X』（Ver.2.0〜）ではリンジャの塔やソーラリア峡谷などで使われる |
| そびえ立つ死の気配 | IX                  | カデスの牢獄、閉ざされた牢獄でも流れる |
| 五重魔塔           | X                   | スイの塔、捨てられた城で使用される |
| 時の祭壇           | XI                  | ダンジョンではないが、忘れられた塔で流れる |

#### ラストダンジョン
ラストダンジョン専用のBGM。
| 楽曲名           | 採用No.        | 備考 |
| ---------------- | -------------- | --- |
| ゾーマの城       | - III - X - XI | - SFC版、GBC版、HD-2D版でのバラモス城とゾーマの城で使用 - 洞窟の曲『ダンジョン』のアレンジ版 - 『XI』では冒険の書の世界で使用される                                                                                           |
| ラストダンジョン | VI             | - デスタムーアの城で使われる - シリーズ初のラストダンジョン用BGMである - 同作からBGMは戦闘などで途切れたあとは途切れた部分から再開する仕様だが、この曲のみ最初からやり直される - DS版では他の曲と同様途切れた部分から再開する |
| 終末へ向かう     | - VIII - X     | 『X』（Ver.2.0〜）では創生の邪洞、ねじれたる異形の大地、魔幻宮殿で使われる |
| 主なき神殿       | IX             | - 絶望と憎悪の魔宮で使われる - 『運命に導かれ』のモチーフが随所に使われている |
| 終焉の迷宮       | X              | 神殿レイダメテスと冥王の心臓で使われる |
| 天空魔城         | XI             | 天空魔城とネルセンの迷宮「奈落の冥城」で使われる |
| ラストダンジョン | MJ2            | - 遺跡地下と魔界のフィールドで使われる - 『MJ2P』ではブランパレスでも使用 - 上記にもある『VI』の同名の曲とは、まったく別の曲である                                                                                            |

#### その他
| 楽曲名       | 採用No.                       | 備考 |
| ------------ | ----------------------------- | --- |
| ピラミッド   | - III - X                     | - ピラミッドで使用され、リメイク版では夜のアッサラームでも使用される - HD-2D版にはイントロがある                       |
| 幽霊船       | III                           | 幽霊船でのみ使用される                                                                                                 |
| 戦慄のとき   | VI                            | - ムドーの城でのみ使われる - 下記『ムドーの城』と曲名が入れ替わっている                                                |
| スフィンクス | VII                           | 魔王像や大地の精霊像で使われる                                                                                         |
| 闇の遺跡     | - VIII - X                    | 『X』（Ver.4.0〜）でも一部のマップで流れる                                                                             |
| 運命に導かれ | IX                            | 神の国で使われる |
| 暗黒を行く   | - M2 - MJ - MT3D - M23D - MJ3 | 『M2』、『M23D』の洞窟以外のダンジョン、およびMJの災厄の島のダンジョン、および『MT3D』のほむらの扉、とこやみの扉で使用 |

### フィールドのBGM
フィールドマップ上を歩いているときに流れる曲。

#### メインフィールド
| 楽曲名           | 採用No.                             | 備考 |
| ---------------- | ----------------------------------- | --- |
| 広野を行く       | - I - II - M1 - MCH - MT3D - 星ドラ | - アレフガルドの曲 - FC版、MSX版、MSX2版ではAメロのループ、リメイク版では交響組曲版に準じている - シリーズ第1作の開発当時すぎやまは、ただ1人で旅立つ勇者の期待と不安をイメージしてこの曲を作った - これに対して中村光一は当初、勇壮なイメージが少し欠けていると感じ納得できなかったが、繰り返し聞くうちに自然と鼻歌にしてしまうほど親しみやすい曲であることが分かったとのことである - 『いただきストリート2 』および『いただきストリートDS』のマップ『アレフガルド』でもこの曲が使用されている - すぎやまが音楽を担当した『ジーザス』のPC版でも使用されている - 『星ドラ』では期間限定でメインメニュー画面で使用された |
| 遥かなる旅路     | - II - M1 - MT3D                    | - パーティー3人が全員揃っていない時に使用される - FC版、MSX版、MSX2版ではAB進行、SFC版とGB版ではABAC進行（ただしM1はAB進行）、交響組曲版ではABACAC進行で最初のAメロのテンポが遅く流れ、また後奏が追加されている - スマートフォン版は交響組曲版に準じているが、終盤部分は使われていない |
| 果てしなき世界   | - II - X - 星ドラ                   | - 3人全員が揃っている時に使用される - FC版 / MSX版 / MSX2版では3人揃っていてもそのうちの誰かが死亡しているときは『遥かなる旅路』、SFC版でもサマルトリア王子が離脱していれば一部において『遥かなる旅路』が流れる - SFC版とGB版と交響組曲版では同じメロディーでも音源が異なる - 交響組曲版以外は2種のメロディーが交互に流れる - 交響組曲版では1種のメロディーが流れた後、その後は永遠にもう1種のメロディーが流れる - GB版とスマートフォン版と交響組曲版には前奏がある - 『X』（Ver.2.2後期〜）では王家の迷宮内で使われる - 『星ドラ』のメインメニュー画面でも使用                                                        |
| 冒険の旅         | - III - XI - M1 - MT3D - 星ドラ     | - 上の世界で使用される - HD-2D版と『XI』ではイントロがある（『XI』は初回イベント時のみ） - SFC版、『MT3D』、『星ドラ』、『XI』では交響組曲に準じている - またGB版でも『III』と『M1』では音色が異なる（『広野を行く』『遥かなる旅路』は同じなのに対して） - 『XI』ではクリア後（邪神ニズゼルファ復活後）のフィールド曲として使用される（フィールド曲として使用されるようになるときのイベントシーンではイントロ部分がゲーム本編内で初めて使用される） |
| 馬車のマーチ     | - IV - X - 星ドラ                   | - 第五章にて導かれし者たち集結後、勇者またはNPCを先頭にした際に流れる - それ以外のフィールド曲については後述 - ゴットサイドの島および闇の世界では先頭のキャラクターに関係なくこの曲になる - 『X』（Ver.4.0〜）ではヴェリナード城下町の酒場で使用される - 『星ドラ』では陸上の乗り物での移動時に流れる |
| 地平の彼方へ     | - V - X - M1 - MT3D                 | - 人間界で使用される - 交響組曲のN響音源を使用したPS2版では組曲の前奏と後続部分を含めて使用されており、DS版では組曲の後続部分が省略されている - 『X』（Ver.3.5）では嵐の領界のフィールドで使用されている |
| さすらいのテーマ | - VI - M1 - MT3D                    | - 下の世界で使われる - 『X』（Ver.4.2〜）では古オーグリードのフィールドで使用される |
| もう一つの世界   | - VI - X                            | - 上の世界で使われる - 『さすらいのテーマ』をアレンジしたもの（劇中ではこちらを先に聞くことになる） - 同曲よりもテンポが遅く、音程も低め - 『X』（Ver.3.1〜）では炎の領界のフィールドで使われる |
| 足どりも軽やかに | VII                                 | 現代の世界で使われる |
| 失われた世界     | - VII - X                           | - 過去の世界で使われる - 現代においても一部の場所で使われるほか、大陸封印時にフィールド上で使われる - 『X』では偽りのレンダーシアのフィールドで使われる |
| 広い世界へ       | - VIII - X - XI                     | - 『X』（Ver.3.2〜）では氷の領界のフィールドで使われる - 『XI S』ではDLCとしてシステムから『勇者は征く』『冒険の旅』の代わりに選べるようになる |
| 野を越え山を越え | IX                                  | シングルプレイをしているときのフィールドで使われる |
| 仲間とともに     | IX                                  | マルチプレイをしているときのフィールドで使われる |
| あの丘を越えたら | X                                   | 主にエテーネの島のフィールドで使われる（それ以外のフィールド曲については後述） |
| 勇者は征く       | XI                                  | クリア前（正確にはクリア後の邪神ニズゼルファ復活前）の世界のフィールド、およびネルセンの迷宮「試練の里への道」で使われる |
| 果てしなき旅     | - M1 - MJ2 - MT3D - MJ3             | - 異世界の最下層以外で使用 - 最下層では歴代のフィールド曲が流れる - GB版『M1』の『たびだちのとびら』のみ最下層でも使用 - 『J2』では雪山、断崖の下部で、『MJ3』では凍骨の氷原で使用 - 『MJ2』と『MT3D』ではメタルエリアでも使用 |
| 勇気を持って     | M2                                  | ストーリーに関係するふしぎな鍵の世界で使用 |
| 仲間の集う街     | MCH                                 | 『M2』の『街の佇まい』のアレンジ版 |
| 島のマーチ       | - MJ - MJ2                          | - モンスターの出現する島のほとんどで使われる - 『MJ2』では海岸でのBGMとして使われている |
| 密林             | - MJ2 - MJ3                         | - 飛行船の外や、密林のフィールドで使用される - また、ワイヤレス通信や世界モンスター選手権に接続した時にも使われている - 『MJ3』では原曲が焦熱の火山で使われるが、それよりも早く崩落都市や黒鉄の監獄塔でアレンジ版が流れる |

#### サブフィールド
| 楽曲名           | 採用No.                                | 備考 |
| ---------------- | -------------------------------------- | --- |
| アレフガルドにて | III                                    | - 『III』のアレフガルドにおけるフィールド上BGM - 『広野を行く』のアレンジ版で、ハープの旋律が特徴 - 美しくも重く暗い雰囲気を感じさせるような曲である - リメイク版と交響組曲版には後奏が追加されている |
| 暗黒の世界       | V                                      | 暗黒の世界で使われる |
| ムドーの城       | VI                                     | - はざまの世界で使われる - ムドーをはじめとするボスの部屋でも流れる - 上記の『戦慄のとき』と曲名が入れ替わっている |
| 未知の世界を行く | - M2 - MJ2 - MJ2P - M23D - MJ3         | - ランダム生成のふしぎな鍵の世界で使用 - 『J2』では平原、霧が出ている時の海岸で使用 |
| 凍てつく世界     | - M2 - MJ2 - MJ2P - M23D - MJ3         | - クリア前のはざまの世界で（『M23D』では終盤のマルタの町でも）使用 - 『MJ』ではヨッドムアの島で、『MJ2』では遺跡で使用 - 『MT3D』ではクリア前のジュヒョウの国で使用 - こちらは通常は鉄琴を使用したアレンジになっているが、400年前のビジョンの場面では『MJ』、『MJ2』と同じ音色になっている - 『M23D』では通常版はクリア後のはざまの世界でも流れるが、鉄琴アレンジはクリア前しか流れない                                                                                 |
| 天空の世界       | - M2 - MJ2 - MJ2P - M23D - X - XI（S） | - クリア前の氷の世界で使用 - PS版と『M23D』では天空の世界でも使用（『M23D』では宿り木の世界の外観でも使われる） - それぞれの世界をクリア後も使用される - 『J2』では断崖の上部で使用 - 『MJ2P』ではピピッ島のダンジョンでも使用 - 『X』では、種族に関するイベントや女神ルティアナに関わるシーンに使用される - 派生作品（『M2））での採用楽曲からナンバリング作品への逆輸入として交響組曲版にも収録された - 『XI』では『X』の世界（冒険の書の世界）に行った際に使用される |
| 雨降る野原を     | - MJ2 - MT3D - MJ3                     | 雨が降っているフィールドで使用される |

#### 『IV』の各章のフィールド
『IV』では、各章ごとにフィールドの曲が異なる。また第五章以降で導かれし者全員が揃った後では、先頭のキャラクターによって流れる曲が異なる。スマートフォン版ではイントロが追加されている（勇者の故郷・馬車のマーチを除く）。
| 楽曲名           | 章  | 備考 |
| ---------------- | --- | --- |
| 戦士はひとり征く | 1章 | 第五章では導かれし者たち集結後にライアンを先頭にすれば流れる |
| おてんば姫の行進 | 2章 | 第五章では導かれし者たち集結後にアリーナ・クリフト・ブライの内の誰かを先頭にすれば流れる |
| 武器商人トルネコ | 3章 | - 第五章では導かれし者たち集結後にトルネコを先頭にすれば流れる - 『トルネコの大冒険』シリーズではほとんどの楽曲がこの曲の変奏曲となっている - 『X』（Ver.2.1〜）でもトルネコとの会話中や、レモンハルト劇場などで使用される |
| ジプシーの旅     | 4章 | 第五章では導かれし者たち集結後にマーニャまたはミネアを先頭にすれば流れる |
| 勇者の故郷       | 5章 | - 導かれし者たち集結前に使われる - 導かれし者たち集結後も勇者だけを馬車の外に出せば流れる - 『M1』と『MT3D』でも特定の異世界の最下層で流れる - 『X』（Ver.4.1〜）では古グランゼドーラのフィールドで使用される              |
| ピサロは征く     | 6章 | - 後述の『ピサロ』のアレンジ版 - ピサロを先頭にした際に流れる - リメイク版のみに登場 |

#### 『X』の各大陸のフィールド
『X』では、各大陸ごとにフィールドの曲が異なる。
| 楽曲名               | 大陸             | 備考                                                                         |
| -------------------- | ---------------- | ---------------------------------------------------------------------------- |
| 花の民プクリポ       | プクランド大陸   |                                                                              |
| 地の民ドワーフ       | ドワチャッカ大陸 | 後述の「トンテンカン」のフレーズが使われている                               |
| 水の民ウェディ       | ウェナ諸島       | 交響組曲版や後述の『更なる未来へ』では前奏にウィンドチャイムが使用されている |
| 風の民エルフ         | エルトナ大陸     |                                                                              |
| 炎の民オーガ         | オーグリード大陸 |                                                                              |
| 晴れわたる世界       | 真のレンダーシア |                                                                              |
| 懐かしきエテーネ王国 | 大エテーネ島     |                                                                              |
| 麗しき魔の世界       | 魔界             |                                                                              |

### 乗り物に乗っているときのBGM

#### 船（水上）
船などを使って水上を移動する際に流れる曲。
| 楽曲名             | 採用No.                 | 備考 |
| ------------------ | ----------------------- | --- |
| 海原を行く         | - II - MCH              | 波を意識したワルツ曲調であり、MCHでは各船着場で流れる |
| 海を越えて         | III                     | - アレフガルドの海でも流れる - 歌詞がつけられ、女性デュオ「ルーラ」が歌いCDが発売されていた（タイトルは「海の子守歌」） |
| 海図を広げて       | - IV - IX - XI - 星ドラ | - 『IV』のFC版では第四章の最後のイベントでも使われ、この時のみイントロ付き - PS版からほぼ交響組曲に基づいたアレンジになった（こちらは常時イントロあり） - ビデオ作品『京の四季 風の予感』で使われたBGMの主旋律を流用している |
| 大海原へ           | V                       | - ゲームスタート時の船上や、ビスタ港でも使用される（SFC版ではこの場合のみイントロ付き） - PS2版とDS版では1周目のイントロとAメロは『空飛ぶ絨毯』の2周目の後続部分から入り、木管楽器リード、ストリンクスメインの演奏。2周目のイントロとAメロはSFC版をオーケストラアレンジしたものになっていて、先ほどのストリンクスに管楽器が加わっている - Bメロは1周目と2周目共通で、SFC版をオーケストラアレンジしたものになっている |
| エーゲ海に船出して | - VI - X                | - ハープを頻繁に使用する - 神の船やひょうたん島で移動している時に流れ、サンマリーノの港や海底にあるほこらなどでも使われる - SFC版ではイントロなし - 『X』（Ver.3.4〜）では水の領界のフィールドで使用される |
| 静寂に漂う         | VI                      | あわあわ船で海底に潜っている際に流れ、「さすらいのテーマ」を三拍子にアレンジしたもの |
| 小舟に揺られて     | - VII - スラもり3       | - ゲーム序盤で手に入る小舟で移動する際に流れる - PS版ではイントロなし - 『スラもり3』でも船で移動する時に流れる |
| 海原の王者         | - VII - X               | - 海賊船で移動する際の曲であり、アミット漁の出航シーンでも使われる - 「小舟に揺られて」のアレンジである - 『X』でもグランドタイタス号乗船時、ダラリア砂岩遺跡でのボス戦終了後のイベントに使われる |
| 海の記憶           | VIII                    | 船に乗っているときの通常バージョン、古代船浮上イベント用のソプラノバージョンの2種類がある |
| 帆立貝に乗って     | M2                      | 前述の『勇気を持って』のアレンジ曲であるが、『M23D』では海上移動の仕様が変更されたため使用されない |

#### 空を飛ぶ乗り物
空中を移動する乗り物を使っているときに流れる曲。
| 楽曲名               | 採用No.           | 備考 |
| -------------------- | ----------------- | --- |
| おおぞらをとぶ       | - III - VIII - XI | - IIIではラーミアに乗っている時に流れる - HD-2D版ではエンディングでも流れる - 『VIII』では神鳥のたましい使用時に流れる - 『XI』ではケトス覚醒のイベントでベロニカ・セーニャによって演奏され、以降ケトスに乗っている時に流れるようになる - 2000年に高中正義がアルバム「Hunpluged」でカバーしている - トヨタ・アクアのCM曲にも採用された |
| のどかな熱気球のたび | IV                | - 気球での飛行時に流れる - 1ループはものすごく長く、拍子変化もかなり多い |
| 空飛ぶ絨毯           | V                 | - 魔法のじゅうたん、マスタードラゴンに乗っている際に流れる - リメイク版は交響組曲版における『1周目ラスメロ→後続部→2周目Aメロ』の部分を採用 - 2周目ラスメロ時も、この後続部が使用される |
| 空飛ぶベッド         | - VI - X          | - 空飛ぶベッド、魔法のじゅうたんに乗っている際に流れる - 『X』（Ver.2.3〜）でもドルボードにカジノの景品をカスタマイズすることで聴くことができる |
| ペガサス             | VI                | 主にペガサスで飛行中に流れ、ムドーの島の断崖や回想シーンでも使われる |
| 魔法のじゅうたん     | - VII - X         | - 魔法のじゅうたんで移動する際に流れる - 『X』（Ver.4.0〜）でも一部イベントで使用される |
| 遥かなる空の彼方へ   | VII               | 飛空石に乗っている際に流れる |
| 箱舟に乗って         | - IX - X          | - 天の箱舟に乗っているときに流れ、箱舟のイベント時にも使われる - 『X』では大地の箱舟が停車する各大陸の駅で使用 |
| 飛竜は空高く         | X                 | ver.2から乗れるようになる飛竜の曲 |
| 空飛ぶ鯨             | XI                | - ケトスに乗っているときに流れるが、ケトス覚醒後は聴けなくなる - 覚醒後は『おおぞらをとぶ』（III）が用いられる |

### 戦闘中のBGM

#### 通常戦闘
ザコ敵との戦闘シーンで使用される曲。いずれの曲もまずエンカウントを連想させるイントロから始まり（SFC版『VI』ではエンカウント用のSEがそれに代わる）、最初のコマンド入力とほぼ同じタイミングで主旋律が始まる。リメイク版や外伝作品など先にエンカウント用のSEを流すものもある。バトルロードでは、その章で登場ボスの原作になったタイトルのBGMが流れる。また、キャンペーン配布された特定のカードをスキャンすると過去の章で使用されたBGMを流すことができる。
| 楽曲名                                                          | 採用No.                                  | 備考 |
| --------------------------------------------------------------- | ---------------------------------------- | --- |
| 戦闘                                                            | - I - X - XI                             | - 交響組曲版およびリメイク版で、曲の後半部分と装飾フレーズが追加され、以後はそれが基準となってアレンジされ続けている - 後半の追加部分は『ダイの大冒険』では対峙のシーンでよく使われた |
| 戦い                                                            | - II - X - XI                            | - 戦闘曲でドラムセットが使われるようになったのはこの曲が初である - 『X』では一部の魔法の迷宮のボス（Ver.2.0〜）と王家の迷宮のボス以外（Ver.2.2後期〜）の戦闘時に使用 - 「ダイの大冒険」ではコミカルなアレンジもある |
| 戦闘のテーマ                                                    | - III - X - XI - 星ドラ                  | - FC版ではバラモスとの戦いもこの曲だったため、これにより「黒幕は別にいる」と思わせる演出効果となった - 後の携帯電話版でもこの曲になっているが、これは単に容量不足と推測される - 『X』（Ver.2.0〜）では、一部の魔法の迷宮のボス、およびピラミッドでの戦闘時に使用される - 『アベル伝説』では魔物が襲ってくるシーンで頻繁に使用されていた - 『ダイの大冒険』では、大幅にアレンジされたものもある - 日本の高校野球の応援曲ための楽譜が存在し、吹奏楽部がよく演奏している                          |
| - 戦闘-生か死か- - 栄光への戦い - 栄光への戦い-生か死か- - 戦闘 | - IV - X - XI - M3                       | - FC版のものは、リメイク版とはイントロ部が異なる（FC版での最後の6小節の部分が交響組曲版やリメイク版の冒頭部に当たる） - 一部CDや派生作品では『栄光への戦い』『栄光への戦い-生か死か-』となっているが、本来の『栄光への戦い』は本曲を含む組曲の名称 - 近年は単に『戦闘』のみの表記となっている - 『X』では、魔法の迷宮のボスとの戦闘時に使用される - 『ダイの大冒険』では多数のアレンジバリエーションがある - 『XI』では、仮面武道会、3DSでは時渡りの迷宮、『XI S』では追加シナリオで使用される |
| ジプシー・ダンス                                                | - IV - X                                 | - 第四章における通常戦闘時の曲であり、第五章でも先頭2人をマーニャ・ミネアにすればこの曲になる - その他、モンバーバラの劇場でも使用される - リメイク版でのバルザック+戦は必ずこの曲になる。 - 『X』（Ver.2.0〜）では旅芸人一座のイベントやレモンハルト戦で使われる - FC版では2周目以降は途中からのリピートとなっていて前奏がカットされている - PS版以降はオーケストラ版に準じて単純なループ楽曲になった                                                                                         |
| 戦火を交えて                                                    | - V - X - XI                             | - SFC版では、打楽器（クラシックスネア、ティンパニ、シンバル）はかなり目立たないアレンジになっているほか、終盤のメロディーが異なる - 一部ダンジョンではリバーブ値が大きいものが使われる - 『X』（Ver.2.1〜）では、真レンダーシアの通常戦闘曲として使われる |
| 勇気ある戦い                                                    | - VI - X - XI                            | - 現実世界のライフコッドが魔物の襲撃を受けているイベントおよび、リメイク版では牢獄の町のクーデターイベントでも流れる - 交響組曲盤やバトルロードシリーズではイントロが追加されている - DS版ではエンカウントSEがないため、ベース音から始まる - 『X』（Ver.4.0〜）ではアストルティア防衛軍の戦闘中に使用される - SFC・DS版ではドラムが入っているが、スマートフォン版や3DS版『XI』、『XI S』はオーケストラ版に準じてなくなっている                                                                 |
| 血路を開け                                                      | - VII - X - XI                           | - 一部のイベントモンスター戦およびフォロッド城がからくり兵の襲撃を受けるイベントでも使われる - 『X』（Ver.2.1〜）では釣りバトル中に流れる - 『XI』では冒険の書の世界における戦闘中で流れる |
| 雄叫びをあげて                                                  | - VIII - X - XI                          | - ホルンをはじめとするブラスセクションの雄叫びが印象的な曲 - 『X』（Ver.2.3〜）ではモンスターバトルロードの戦闘で流れる - オーケストラ版では終盤部に1周目と2周目で違いがあり、バトルロード版（シアトリズムなど含む）・3DS版『XI』、『XI S』ではその2周分で1ループ扱いとなっている |
| 負けるものか                                                    | - IX - X - XI                            | - カルバドの集落やカデスの牢獄のフィールドイベントなどでも流れる - 『X』（Ver.3.1〜）ではナドラガンドでの通常戦闘曲として使われる - 『XI』では冒険の書の世界における戦闘中で流れる |
| 刃の旋律                                                        | X                                        | 曲冒頭のトランペットの主旋律が印象的 |
| ひるまぬ勇気                                                    | XI                                       | イベント戦などで通常敵以上ボス未満の敵と戦う時にはフレーズが追加されたものが使用される |
| - モンスターの戦い - モンスターとの戦い                         | - M1 - M2 - MCH - MJ - MJ2 - MT3D - M23D | - ジョーカーシリーズでは演奏開始時のみ、イントロが従来とは異なるものになっている - ループ時には従来のメロディが流れる |

#### 中ボス
中ボスとの戦闘で使用される曲。本格的に中ボス専用曲が採用されたのはSFC版『V』から。
| 楽曲名           | 採用No.                                    | 備考 |
| ---------------- | ------------------------------------------ | --- |
| 戦いのとき       | - III - X - IX - XI - 星ドラ               | - リメイク版で追加されたバラモスおよび隠しダンジョンのボスとの戦闘で使われる曲 - ラストボスとの戦闘時も光の玉を使うまではこの曲になる - 洞窟の曲『ダンジョン』のメロディが取り入れられている - 交響組曲版にはイントロがあるが、『III』のSFC版と『IX』ではカットされている - バトルロードでの魔王や合体モンスターが出現する時は、このイントロ部分を単独で使用している - 『X』（Ver.3.0〜）でも一部ボス戦で流れる - 『XI』ではネルセンの迷宮でのボス戦や3DS版・『XI S』のバラモス戦で流れる - 『星ドラ』では一部のボス戦で流れるがいずれも前奏なし |
| 立ちはだかる難敵 | - IV - X                                   | - リメイク版で追加された各種中ボスとの戦闘時の曲 - PS版のみ先頭フレーズの音階が多少異なる - 『X』（Ver.4.2〜）でも一部イベントで流れる |
| 邪悪なるもの     | - IV - IX - M23D - M3                      | - エスタークとの戦闘時の曲 - 対デスピサロ戦（最終形態直前まで）、リメイク版第六章の対エビルプリースト戦でも変身完了まではこの曲が使われる - PS版以降の作品ではテンポが少し遅くなり、後半のリピート部分が省略されている - 『M23D』では魔人像始動時に流れる |
| 不死身の敵に挑む | - V - X - 星ドラ                           | - 各種中ボス、ミルドラース第1形態との戦闘時の曲 - PS2版、DS版では打楽器（クラシックスネア、ティンパニ）を使用している - バトルロードでは「とどめの一撃」を使用するときにも使用される - 『X』（Ver.2.0〜）でも一部ボス戦で流れる - 『星ドラ』でもほとんどのボス戦で流れる |
| 魔物出現         | - VI - IX - X                              | - 各種中ボスとの戦闘時の曲 - デスタムーア第1・第2形態、隠しダンジョンのボス（ダークドレアム）との戦闘時もこの - 『IX』のムドー戦はこの曲が使用されている - 『X』（Ver.2.0〜）でも一部ボス戦で流れる |
| 敢然と立ち向かう | - VI - X - XI                              | - ムドーとの最終決戦時の戦闘曲であり、主なメロディは「ムドーの城に向かう」と共通 - 『XI S』のオーケストラ音源ではこちらのアレンジが使用されている |
| 強き者ども       | - VII - X                                  | - 各種中ボスとの戦闘時の曲であり、シナリオ上最初の通常戦闘、隠しダンジョンのボスとの戦闘時もこの曲 - ダーマ神殿地下のクーデターイベントおよびルーメンの町がヘルバオムに襲われるイベント、プロビナの町が魔物の襲撃を受けるイベントでも使用されている - 『X』（Ver.3.0〜）でも一部ボス戦で流れる |
| 難関を突破せよ   | - VIII - X                                 | - 『モンスターバトルロード』のランクSの戦闘時や『少年ヤンガス』のボス戦にも使われている - 『X』（Ver.3.0〜）でも一部ボス戦で流れる |
| ドルマゲス       | - VIII - IX - X                            | - 『IX』では同様に宝の地図のドルマゲス戦において用いられる - 『少年ヤンガス』ではラストボスのインヘーラー（変身後）戦で使用されている |
| 渦巻く欲望       | - IX - X                                   | - 各種中ボス、堕天使エルギオス（変身前）との戦闘時の曲 |
| 渾身の力を込めて | X                                          | 一部を除く各種中ボスとの戦闘時の曲であり、ver.5のラストボス絶対滅神ジャゴヌバ戦でも使用された |
| 死へのいざない   | X                                          | 冥王ネルゲルとの戦闘時の曲 |
| 勇者アンルシア   | X                                          | - Ver.2で採用された - 絶望の巨像との戦闘時や魔勇者アンルシア戦のイベントなどでの曲 - 「アンルシアの恵み」のアレンジ版 |
| 果てしなき死闘   | XI                                         | |
| 強敵出現         | - MJ - MJ2 - MT3D - M23D - MJ3             | - 各種中ボスとの戦闘時の曲 - 『MJ1』では、デオドラン島のまだむん・ガーデンにも使われている |
| 王者はどちらだ?  | - MJ - MJ2 - MT3D - M23D - MJ3 - スラもり2 | - 『MJ』、『MJ2』、『MT3D』、『M23D』では、モンスターマスターとの戦闘の曲 - 『スラもり2』では、スライバの使う大戦車「エリスグール」、『スラもり3』ではスライバの船との戦闘時に使われる |

#### ラストボス
ラストボスとの戦闘で使用される専用曲。『IX』は宝の地図における過去のラストボス戦で各々流れる。
| 楽曲名                          | 採用No.                           | 備考 |
| ------------------------------- | --------------------------------- | --- |
| 竜王                            | - I - X - IX - MCH                | - 竜王の変身体との戦闘時の曲 - GB版のみ存在するオープニングデモにも使用される - ただ1つのフレーズをひたすら繰り返しながら中盤まで規模を増していき、その後再び収束していく構造をしている - SFC版ではわずかに前奏が追加されており、以後のアレンジ曲はそれをティンパニを用いて明確化している - このイントロは「竜王」が竜、即ちドラゴンであることに因み、銅鑼がゴーンと鳴るのをイメージしたものだという - 佳境にはいると竜の咆吼を模したホルンのグリッサンドも登場する。MCHでは敵、味方問わず竜王が登場するボス戦で使用 |
| 死を賭して                      | - II - X - IX - MCH               | - シドーとの戦闘時の曲 - オーケストラ版ではテンポが遅められていて、緊迫感が強まっている - SFC版ではそれを基に、さらに曲の後半部分が付け加えられ、以後はそれらが基準となってアレンジされ続けている - 『MCH』では敵、味方問わずギスヴァーグが登場するボス戦で使用 |
| 勇者の挑戦                      | - III - IX - X - XI               | - ゾーマとの戦闘時の曲 - リメイク版は光の玉を使ってから流れる - 『XI』では邪神ニズゼルファ（闇の衣をはぎ取った後）との戦闘時に使用される - 『ダイの大冒険』ではボスとの決着時のテーマ曲として使用されていた |
| 悪の化身                        | - IV - IX - X - M3                | - デスピサロ最終形態、リメイク版第六章のエビルプリースト第三形態以後の曲 - 交響組曲版・リメイク版では2周目の後半部に少々アレンジが加えられている |
| 大魔王                          | - V - IX                          | - ミルドラース（変身後）、隠しダンジョンのボスとの戦闘時の曲 - 交響組曲版でティンパニのソロによる少々長い前奏が追加され、以後はそれが基準となってアレンジされ続けている（DS版でも内蔵音源で再現している） - 全体として冷たく不気味な旋律が印象的 |
| 魔王との対決                    | - VI - IX                         | - デスタムーア最終形態との戦闘時の曲 - 「オリジナル・ゲーム・ヴァージョン」では、この曲をバックに、主人公たちが呪文などで攻撃する効果音、デスタムーアが主人公たちを攻撃する効果音が流れ、最後には戦闘終了の効果音とともに曲が終了するという仕様になっている - バトルロードではデスタムーア戦で使われるほか、敵のとどめの一撃でも使用 - 交響組曲版では全体的にテンポが遅くなっており、DS版『VI』・『IX』・『バトルロード』でもそれに準じている - 『IX』ではダークドレアム戦でも使用されている                         |
| オルゴ・デミーラ                | - VII - IX                        | - オルゴ・デミーラ（過去・現代双方）との戦闘時の曲 - 前述の『迫り来る死の影』のメロディが取り入れられている |
| おおぞらに戦う                  | - VIII - IX - X                   | 前述の『おおぞらをとぶ』と『ドルマゲス』のメロディが取り入れられている |
| 決戦の時                        | - IX - X                          | - 堕天使エルギオス第二形態との戦闘時の曲 - 『天の祈り』のメロディと『序曲』のメロディが取り入れられている |
| 冥府の王                        | X                                 | - Ver.1 - 冥獣王ネルゲルおよび大魔王マデサゴーラとの戦闘時の曲 |
| 神に挑みし者                    | X                                 | - Ver.2 - 創造神マデサゴーラおよび虚空の神ナドラガとの戦闘時の曲 |
| いにしえの竜の怒り              | X                                 | - Ver.3 - 邪竜神ナドラガとの戦闘時の曲 |
| 未来のために戦う                | X                                 | - Ver.4 - 時元神キュロノスとの戦闘時の曲 |
| 大いなる闇の根源                | X                                 | - Ver.5 - 異界滅神ジャゴヌバ（第一段階）との戦闘時やそれに関連するシーンで使われる曲 |
| 破壊を望みし者                  | XI                                | - 魔王ウルノーガ第一形態、時間遡及後の魔道士ウルノーガとの戦闘時の曲 - 魔王ウルノーガが勇者の星を破壊するシーンでも使われる - 3DS版では時渡りの迷宮のボス戦でも流れる |
| 生死を賭けて                    | XI                                | - 魔王ウルノーガ第二形態&邪竜ウルナーガ、および邪神ニズゼルファ（闇の衣をはぎ取る前）との戦闘時の曲 - ニズゼルファ戦は戦闘前のイベントから流され始め、そのまま戦闘に突入する - 3DS版と『XI S』ではこれに加えて時の破壊者との戦闘時にも使われている |
| - ミレーユとの戦い - 強敵に挑む | - M1 - M2 - MCH - MJ - MT3D - MJ3 | - 曲名は、モンスターズ1のみ『ミレーユとの戦い』、2以降は『強敵に挑む』 - 『M1』と『MJ1』ではラストボスで、GB版『M2』はラストボスのドークを含む全ての強制戦闘で、PS版『M2』と『MCH』では中ボス戦で使われる - 『MT3D』でもミレーユ戦で流れる他、『MJ1』と同じくガルマッゾ戦と、魔戦士ルギウス戦、凶魔獣メイザー戦でも流れる - 『M23D』ではドーク、しん・りゅうおう、ジェノシドー、アスラゾーマ、サイコピサロ、狭間の闇の王戦でも使用 - 『MJ3』ではガルビルス、ダースガルマとの戦いで使用                               |
| 強大な魔物に挑戦                | - M2 - MJ2 - MT3D                 | - PS版『モンスターズ2』のドーク戦、『MJ2』・『MT3D』の巨大モンスターの登場シーンで使用 - 『ヒーローズI』では闇竜シャムダ戦、『ヒーローズII』では真・魔王ザラーム戦で使用 |
| 君は勝てるか?                   | - M1 - M2 - MJ2 - MJ2P - MT3D     | - PS版『モンスターズ1』、『2』のボス戦、『ジョーカー2』（および『MT3D』）の邪神・闘神レオソード戦とオムド・ロレス戦で使用 - 通常戦闘曲のメロディが取り入れられている - 『MJ2P』では邪獣ヒヒュルデ、ヒヒュドラード戦でも使用 - 『MT3D』では新たにデュラン戦、魔戦神ゼメルギアス戦でも使用 - 『M23D』ではネオ・ドーク、名もなき闇の王戦でも使用 - 『M3』、『M3P』ではガルマザード、ダグジャガルマ戦で使用 |
| 幻魔王                          | - MCH - MJ2                       | - マガルギ（変身後）との戦闘時に使用され、この作品唯一の完全オリジナル曲 - 『MJ2』では邪神レオソードが出現する際のイベント、およびオムド・ロレスがいる部屋で流れる - 『MJ2P』では邪獣ヒヒュルデのイベント中にも使用 |

### レクイエム系BGM
主にパーティが全滅したときに流れる曲。悲しいイメージの曲である。廃墟の町や、悲しげなイベントでも用いられる場合があるが『VII』以降は悲しいイベントのBGMと全滅のBGMは別になっていることもある。『III』までは全滅時のみに流れるが、『IV』以降からイベントにも本格的に登場することとなる。なお『I』と『VIII』、『IX』、『X』、モンスターズシリーズ、『バトルロード』、『星ドラ』での全滅（敗北）時にはBGMではなく『死』という短いMEが流れる。
| 楽曲名             | 採用No.    | 備考 |
| ------------------ | ---------- | --- |
| レクイエム         | - II - X   | - リメイク版Iのドムドーラやリメイク版『II』のムーンブルク、オープニングのワンシーンでも流れる - 各リメイク版ではオーケストラスタイルで使用されている - 『X』（Ver.4.0〜）でも一部のマップで流れる |
| 鎮魂歌             | - III - XI | - リメイク版では昼間のテドンや、ゾーマの城でのイベント後も使用される。HD-2D版ではボストロールを倒す前のサマンオサの城下町でも使用される。 - 『XI』では全滅時に流れ、3DS（『I』・『IV』の世界）と『XI S』の冒険の書の世界での全滅時はファミコン版も用いられる - そのほか、冥府やイベントでも流れる                                         |
| エレジー           | - IV - X   | - アッテムトの町や壊滅後の山奥の村、第5章以降のサランの町（こちらは夜にあることをすればBGMがこれに変更される）でも使用されているFC版のみ重要キャラクターが死んだシーンでも使われる - PS版では少々長めの前奏と後続部分が使用されている - 『X』ではアルウェ王妃の別荘など通常はイントロなしで流れるが、一部イベントではイントロ付きで流れる |
| 高貴なるレクイエム | - V - XI   | - 少年時代のラストシーンおよび青年時代前半から後半への移り変わりのシーンでも流れる - 冒頭のフレーズのアレンジが、同作のBGM「戦火を交えて」の後半と「不死身の敵に挑む」の終盤に使用されている - 『XI』ではユグノア城跡でのイベントなどで流れる                                                                                             |
| 哀しみのとき       | VI         | - イベント上でも使われる - 廃墟用のアレンジ版もありカルカド、マウントスノー、絶望の町（いずれもイベント終了まで）、ロンガデセオ北の墓地で使われる |
| 哀しみを胸に       | - VII - XI | - パーティが全滅した時に流れる（PS版のみ） - ゼボットの研究所（からくり研究所）、クレージュの神木（イベント終了前）や回想イベント、大陸封鎖のフィッシュベル（3DS版）などでも使われる - 『XI』では、悲劇的な場面で多く用いられている |

### その他BGM
主にイベント専用で用いられる曲。
| 楽曲名                     | 採用No.       | 備考 |
| -------------------------- | ------------- | --- |
| パストラール〜カタストロフ | - II - X - XI | - リメイク版でのプロローグで流れる - 『パストラール』の部分（前半部）は、すぎやまがアニメ映画『科学忍者隊ガッチャマン』の楽曲として作曲した『エピローグ Peace and a Promonitition of a Crisis 平和そして危機への予感』の一部がほぼそのまま使われている - GB版では最後の一音がカットされ、そのまま上記の『レクイエム』へ連結されている - 携帯電話版・スマートフォン版では使用されず、『王城』と『戦い』が使われている - 『X』（Ver.3.0〜）では前半の『パストラール』の部分が一部イベントおよびフィールドで、後半の『カタストロフ』が一部ボス戦BGMとして使用される - 『XI』でも後半の『カタストロフ』がユグノア城襲撃イベントなどで使用される |
| 回想                       | - III - XI    | - SFC版とGBC版でのオルテガ関連および、サマンオサのイベント用BGM - 『XI』でも悲劇的なイベントで「哀しみを胸に」（VII）とあわせて使われる |
| まどろみの中で             | - III - XI    | - リメイク版（携帯電話版は『ほこら』）で冒険を始める際の性格診断時に流れる - 隠しダンジョンの入口でも流れる - 『XI』でも勇者の回想のシーン、祭壇の間（3DS版、XI S）で流れる |
| ピサロ                     | IV            | - リメイク版でのみ登場 - ピサロのテーマであるが、冒頭部ではロザリーのイメージも内包している。ロザリーヒルのロザリーの部屋で流れるほか、イベントでのピサロ登場時に使われることもある（後者の場合、冒頭部をカットして使われることもある） |

| 楽曲名       | 備考 |
| ------------ | --- |
| 哀愁物語     | - 前半は短調、後半は長調の構成をしている - 主人公の半生を象徴する曲であり、主人公の家族関連のイベントで使用される - 『XI』でもユグノア城跡地で使われる - 歌詞がつけられ、女性デュオ「ルーラ」が歌いCDが発売されていた（タイトルは「もうひとつの名前」） |
| 愛の旋律     | - 主人公の結婚前夜で使われ、後にルドマンの別荘で使われる - 『X』（Ver.4.0〜）でも一部のマップで流れる - 『XI S』ではロウの追加シナリオで流れる |
| はめつの予感 | - グランバニアにてある事件が発生した際に使われる - また、SFC版ではラインハットでヘンリー王子誘拐事件が発生した際に使われ、他の町でピアノをひく男性に声をかけた際に最初の部分が流れる - 『XI』でもクレイモラン城下町のイベントなどで流れる               |

| 楽曲名             | 備考 |
| ------------------ | --- |
| ムドーの城へ向かう | - 前半が前述の『敢然と立ち向かう』と共通で、イントロと後半が異なる - ムドー城突入時のほか、ペガサス復活シーンでも使われる - 『XI』でもグランドネビュラ取得イベントなどで使用される     |
| フォークダンス     | - ライフコッドの祭前夜などの各種宴のシーンで使われる - 『XI』でもボス討伐後のナギムナー村などで使用される                                                                              |
| 精霊の冠           | - ライフコッドの祭りのシーンや主人公の記憶シーン、魔法都市カルベローナでも使用される - 『X』（Ver.4.2〜）では一部イベントで流れる - 『XI』では白の入り江、海底王国ムウレアで使用される |

| 楽曲名       | 備考 |
| ------------ | --- |
| エデンの朝   | 物語冒頭のスタッフクレジット部で流れる（PS版のみ） |
| うたげの広場 | - 祭りや宴などのイベント中に流れ、移民の町のプレミアムバザー形態（PS版のみ）でも流れる - 交響組曲版では後半のシロフォンによるメロディーがカットされており、3DS版でもそれに準じている |
| トゥーラの舞 | - ユバール族の休息地で使われ、イベントでトゥーラが使われる際にも流れる - 『X』（Ver.2.0〜）でも一部イベントで流れるほか、特定の家具を自宅に置くことで聴くことができる |
| 復活のいのり | - ユバール族の儀式中の曲であり、ユバール族の休息地を初めて訪れたときはこの曲が流れている - 『トゥーラの舞』『復活のいのり』の2曲は作中の架空の弦楽器「トゥーラ」のソロパートが多数あり、当初の交響組曲では演奏されなかった - 東京都交響楽団の録音ではトゥーラのパートを既存のオーケストラで使われる楽器に割り振って演奏されている（3DS版ではこの音源が使用される） - 3DS版『XI』と『XI S』でもユーバル族の休息地で流れるが、PS版に近いアレンジになっている |
| 愛する人へ   | - ある人との別れのシーンや回想シーンなどで使われる - Xでもジュレット・メギストリスでのイベントなど、またレンダーシアのムービー中にも使われる |

| 楽曲名                   | 備考 |
| ------------------------ | --- |
| 馬車を曳いて             | |
| 錬金がま                 | 『IX』および『X』でも『VIII』同様に錬金がま使用時に使用される |
| 大平原のマーチ           | - フィールド曲『広い世界へ』のアレンジ版で、テンポを速くしたもの - 『XI S』では『VIII』同様にDLCで利用可能となるキラーパンサー騎乗時に流れる                                               |
| そうだあの時は…          | 『ドラゴンクエスト 少年ヤンガスと不思議のダンジョン』ではダンジョンのBGMが全てこの曲のアレンジとなっている                                                                                 |
| それ行けトーポ           | |
| つらい時を乗り越えて     | 『X』（Ver.3.1〜）ではナドラガンドの村で流れる |
| 急げ!ピンチだ            | - オーケストラ版はパーカッションがある - 『X』でも『VIII』と同じように緊急事態の際に使用される                                                                                             |
| この想いを…              | - 『X』でも『VIII』と同じように悲惨なイベントで使われる - 『XI』（3DS版 / 『S』）でも『VIII』同様にトロデーン城で流れる                                                                    |
| この想いをハープにのせて | 『この想いを…』のアレンジ版 |
| 詩人の世界               | 『X』（Ver.3.4〜）でもカシャル海底神殿で使用される |
| 忍び寄る影               | - この冒頭部は単体で「魔物出現!!」というMEにもなっており『IX』、『X』、『バトルロード』でも敵キャラクター出現時に使用される - この曲の冒頭部は弦楽器系なのに対し、MEは金管楽器系の音である |

| 楽曲名             | 備考 |
| ------------------ | --- |
| 宿命               | 『悲壮なるプロローグ』の原曲であり、とあるムービーシーンでのみ流れる |
| 悲壮なるプロローグ | 本作のプロローグとして一度だけ流れる |
| 洞窟のワルツ       | - ストーリー序盤に登場する黒騎士に関するイベントで流れ、前述の『暗闇の魔窟』をワルツ調にアレンジしたもの - 『X』（Ver.3.3〜）では闇の領界のフィールドで使われる                   |
| 祈りの詩           | メロディを流用したとされる『この想いを…』（VIII）と使われる場面が似ている |
| せつなき思い       | - ベクセリアの初回訪問時など深刻な事態が起こっている時やタダマルダの穴（ある人物の墓）など悲しみを象徴する場所で流れる - ダーマの塔の最上階や海辺の洞窟の頂上、石の町などでも使用 |
| サンディのテーマ   | - 戦歴画面や天の箱舟の中で流れるであり、ガングロ妖精サンディをイメージした曲 - 『X』でもクリスマス関連のイベントで使用される                                                      |
| サンディの泪       | 『サンディのテーマ』のアレンジ |

| 楽曲名               | 備考 |
| -------------------- | --- |
| アンルシアの恵み     | プロローグが流れる際に使用される |
| ざわめく心           | ボスに関するイベントなどで使用される |
| 迫る脅威             | ボスの出現時などに使用される |
| 死の世界より来たる者 | 冥王ネルゲルに関するイベントで使用される |
| 高なる鼓動           | 神殿レイダメテス突入時、冥王の心臓から脱出する際のイベントのほか、神話篇のボス戦でも使用される                                                  |
| トンテンカン         | - 鍛冶・木工・裁縫時に使用される曲であり『地の民ドワーフ』のアレンジ - 『XI』でも鍛冶中に使用される                                             |
| 追憶のオルゴール     | アンルシアの記憶の中の世界で使用され、『アンルシアの恵み』のオルゴールによるアレンジ版                                                          |
| アンルシアの願い     | 勇者のテーマ曲であり、『アンルシアの恵み』のアレンジ版                                                                                          |
| 竜族の不穏           | 竜族に関わるシーンやフィールドのBGMとして使われる                                                                                               |
| 時獄へのいざない     | キュロノスのテーマ曲であり、ダンジョンや戦闘BGMとしても使われる                                                                                 |
| 魔界の風雲児         | ユシュカのテーマ曲であり、魔王ユシュカ戦などユシュカ関連の戦闘BGMとしても使われる                                                               |
| シリアスクエスト     | 連続もののクエストの次回予告で使われる |
| ほのぼのクエスト     | - 一部の連続もののクエストの次回予告で使われる - 主に次回がほのぼのした雰囲気で進行する場合は、『シリアスクエスト』の代わりにこちらが用いられる |

| 楽曲名              | 備考 |
| ------------------- | --- |
| 冒険のはじまり      | プロローグで使用される |
| 勇者の凱旋          | |
| 勇者出撃            | |
| オーレ！ シルビア！ | - シルビア関連のイベントで流れる - シンセサイザーアレンジとオーケストラアレンジでは曲調が異なる - 『XI S』では設定に関係なく場面に合わせていずれかのバージョンが使用される |
| レースバトル        | - ウマレースで使用される - 東京競馬場・中山競馬場のGIレース出走ファンファーレ（すぎやま作曲）がモチーフとして使用されている                                                |
| 暗黒の魔手          | ボスに関連するイベントなどで流れる |
| 騎士道を我が胸に    | 主にシルビア関連のイベントで流れる |
| 愛のこもれび        | - 主にベロニカ・セーニャ姉妹関連のイベントで流れる - ユグノア城でのイベントや命の大樹などで使用される                                                                      |
| 魔法使いロウ        | - 名前の通り、主にロウ関連のイベントで流れる - ゲーム再開前のあらすじで流れる                                                                                              |
| 窮地を駆ける        | 主に何らかの緊急事態が発生した際に使われる |

| 楽曲名                            | 採用No.          | 備考 |
| --------------------------------- | ---------------- | --- |
| 星降りの夜                        | M1               | |
| - 変な世界 - ワルぼうとカメハ王子 | - M1 - M2 - MT3D | - 『変な世界』としてやすらぎの扉、よろこびの扉の最深部で使用 - 『M2』では後半部分が追加され、『ワルぼうとカメハ王子』としてワルぼうとカメハ王子がイタズラをする場面で使用 - 『MT3D』でもワルぼうのシーンで使われるほか、カジノなどのおちゃらけた雰囲気の場所で使われる - スラもりシリーズではステージ選択画面で使用され、『3』からは後半部分が追加された |

### 終曲
エンディングのスタッフロール時に流れる曲。『バトルロード』では1Pで大魔王を倒すと、章ごとに決められた曲が流れる。
| 楽曲名                                  | 採用No.      | 備考 |
| --------------------------------------- | ------------ | --- |
| フィナーレ                              | I            | 『アベル伝説』でも使用されていた |
| この道わが旅                            | II           | - 歌詞がつけられたものがある（詳細は左記のリンクを参照） - 『ドラゴンクエスト25周年記念 ファミコン&スーパーファミコン ドラゴンクエストI・II・III』のスタッフロールにも使用されている |
| そして伝説へ                            | III          | - 雄々しいファンファーレではじまり、情緒豊かな中間部を経た後、終盤で再び始めのファンファーレに回帰する - SFC版では中間部にループがある - また、NES版では日本版よりもスタッフロールが長いためそれに合わせて中間部が長くなり、日本版には無い『広野を行く』（アレフガルドの曲）のフレーズが追加されている - 鴻上尚史が歌詞を付けて歌い、カセットテープを発売した（B面には「冒険の旅」） - トヨタ・アクアのCM曲にも採用された |
| - 導かれし者たち-終曲- - 導かれし者たち | - IV - M3    | - ゲーム音源は『VIII』までの全曲の中でもっとも長い曲である - 第一章から第五章までのフィールド曲と『序曲』『王宮のメヌエット』（リメイク版ではこれらに加え『ピサロ』も）がアレンジされ組み込まれている - オーケストラ版および『バトルロード』では、アレンジは組み込まれていない |
| 結婚ワルツ                              | - V - X - XI | - エンディングの他、ストーリー途中の結婚式イベントでも使われている - このためドラゴンクエストシリーズでクリアしなくても唯一聴くことのできるエンディングテーマである - 実際の結婚披露宴でもファンからの希望で入場時にこの曲が使われた式もあった - SFC版発売当時には歌詞がつけられ、女性デュオ「ルーラ」が歌いCDが発売されていた - リメイク版では、ある名産品を見ている時にこの曲のオルゴールバージョンが流れる - 『X』（Ver.2.4〜）でも一部イベントで流れるほか、特定の家具を自宅に置くことで聴くことができる - 『XI』では、エマと結婚後、神の岩でのイベントシーンと自宅に飾られている絵を見ているときにオルゴール調のメロディで流れる |
| 時の子守唄                              | VI           | - 壮大ながらも感傷的な旋律で、歴代のエンディングテーマの中では異彩を放つ - 原曲は劇場版『科学忍者隊ガッチャマン』（1978年公開）のサウンドトラック『交響組曲 科学忍者隊ガッチャマン』の中の1曲としてすぎやまが作曲した「時の子守唄 The Theme of RED IMPULSE レッドインパルスのテーマ」 - だがアニメの使われ方は気に入るものではなく権利を返却してもらった後ずっと温めていたところ、『VI』が自分のイメージにピッタリ当てはまったためアレンジした上でエンディングに使用したという |
| 凱旋そしてエピローグ                    | VII          | - 前半の勇ましいマーチのような『凱旋』と後半の情緒的で雄大な『エピローグ』の2つの章で構成されている - 『エピローグ」部分は同じすぎやまの手による『サイボーグ009』（1979年版アニメ）の楽曲『悲哀・戦いの終わり』から大幅に流用している - モチーフの流用といった程度ではなく編成・編曲ともほとんど同じである |
| 空と海と大地                            | VIII         | - 日本版のゲーム中では『大聖堂のある街』から連続してこの曲が流れるが、他の曲と異なりシンセサイザーストリーム音源である（サウンドトラック同梱のライナーノーツの曲別コメントより） - ストリーム版では途中でピアノをふんだんに使用しているが、交響組曲版では当初外されている - オーケストラの音圧設計上、ピアノが負けてしまうために外したものであるとすぎやまは公式サイトで説明している - このピアノ旋律はファンの印象が非常に強かったこともあり、その後のコンサート公演ではピアノパートが復活している - 本曲のメインの主題はフジテレビ製作のビデオ『京の四季 風の予感』で使われたすぎやま本人作曲のBGMの主旋律を流用したものである      |
| 星空へ                                  | IX           | 『天の祈り』のメロディがフルート、オーボエ、クラリネットにより奏でられ、そのまま『星空の守り人』へ続く |
| 星空の守り人                            | IX           | 『天の祈り』により、長調へと転じ幕を閉じる |
| 更なる未来へ                            | X            | 各大陸のフィールドBGMがメドレー形式で取り入れられている曲であるが、交響組曲版ではカットされている |
| 目覚めし五つの種族                      | X            | ナンバリングタイトルではV以来となる長調の曲である |
| 英雄たちの帰郷                          | XI           | 『愛のこもれび』のハープバージョンと『空飛ぶ鯨』で構成されている |
| 過ぎ去りし時を求めて                    | XI           | - 以下のロトシリーズの楽曲で構成されている - 『そして伝説へ』（イントロ） - 『広野を行く』 - 『果てしなき世界』 - 『おおぞらをとぶ』 - 『この道わが旅』 - 『そして伝説へ』（イントロ以降） |
| 再なる未来へ                            | MJ2          | - 他のシリーズのエンディングと比べるととても短い曲である - 曲中には飛行船内部の曲である『基地飛行船』を4分の4拍子にしたフレーズが組み込まれている - このエンディングではスタッフロールは流れず、倒したり仲間にしたことがあるモンスターの名前が表示される - スタッフロールはエンディング後の序曲で流れる（序曲は『I』の序曲） |

### ME
数秒程度の短い音楽。一般的に言うジングルにあたる。音楽というには短く、効果音（Sound Effect＝SE）というには長いということで、その間を取って「Music Effect」という意味を込めている。基本的にどの作品でも共通のものが使用されている。種類が多いため、以下に代表的なものを特筆する。
| 楽曲名             | 備考 |
| ------------------ | --- |
| 勝利               | - 戦闘に勝利した時のME - 全作品共通で用いられているが、FC版シリーズでは『I』と『II』以降で微妙に音色のニュアンスが異なる         |
| レベルアップ       | レベルアップ時のMEであり、全作品共通で用いられている                                                                             |
| 死                 | 『I』『VIII』『IX』『X』、『モンスターズ』シリーズ、『星ドラ』における全滅時のME                                                 |
| 宿屋               | - 宿屋にとまった際のME - 『I』と『II』以降では異なり、『II』以降で同一のものに統一されている                                     |
| セーブ（冒険の書） | - セーブ時に流れるME - 初出は『IV』で、『III』以前の作品のリメイク版でも使用されている                                           |
| 呪いのモチーフ     | - 呪いの装備品を装備してしまった時のME - FC版『III』SFC版『IV』『V』『VI』などではセーブデータ（冒険の書）が消失する時にも流れる |
| 仲間（出会い）     | 『II』および『IV』以降で仲間が新規加入した際に流れる                                                                             |
| 教会（治療）       | 教会で治療を受けた際に流れるME                                                                                                   |

CDでは、初期（SFC〜PS期）は最後に1トラックにまとめて収録されていたが、最近のものは個別に1トラックずつ収録している。また、都響盤交響組曲IのCDではボーナストラックとして収録されている。

## その他
オーケストラ版ではゲーム中で使われるオリジナルの楽曲とはキーが異なる場合がある。リメイク版では楽曲のアレンジやキーはオーケストラ版に基づくようになることが多いが例外もある。

## アニメ作品
派生アニメ作品でも、ゲーム作中の音楽がアレンジされて使用されている。

### ドラゴンクエスト（勇者アベル伝説）
1989年から1990年および1991年に放映された『ドラゴンクエスト』（日本アドシステムズ（NAS）制作、フジテレビ系）では、すぎやまは「原作音楽」の担当としてクレジットされており、『I』〜『III』のアレンジ楽曲が使用された。なお、ゲームのアレンジ楽曲はCD化されていない。
他はミッキー吉野が作曲したオリジナル楽曲が使用された。それらの楽曲が「組曲ドラゴン伝説」と題したCDとしてアポロン音楽工業より発売された。

### DRAGON QUEST -ダイの大冒険-（1991年版）
1991年から1992年まで放映された『DRAGON QUEST -ダイの大冒険-』（東映動画制作、TBS系）では、『I』〜『IV』のアレンジ楽曲が使用された。アレンジは松尾早人と武内基朗。スギヤマ工房が音楽制作を担当している。作中の音楽は大半がゲーム楽曲のアレンジによって占められ、バリエーションも多数ある。当時は組曲・交響組曲のアレンジでしか使われていなかった部分も使用されていた。劇場版第1作の「ダイの大冒険のテーマ」、同第2作の「アバン・愛のテーマ」など、すぎやま作曲のオリジナル楽曲もわずかに存在する。
CDはテレビシリーズ向けのサウンドトラックが1作、劇場版3作品ごとに各1作の計4枚が、日本コロムビアより発売された。
主題歌はオープニングにすぎやま作曲の書き下ろし作品が、エンディングは『II』のエンディングテーマ「この道わが旅」に歌詞をつけた楽曲（曲名は同名）が採用された。主題歌は劇場版第2作、第3作でも使用されている。
※ 2020年から2022年まで放映された新規製作版『ドラゴンクエスト ダイの大冒険』（東映アニメーション制作、テレビ東京系）では、主題歌・劇伴など全て完全新規製作されたアニメ用の楽曲（作曲は林ゆうき）なので本項目では取り扱わない。詳しくは当該項目先を参照のこと。

## CD
発売元の主な変遷は以下の通り。
- 1986年FC版IからSFC版V（1993年）まではアポロン音楽工業（後にアポロン、バンダイ・ミュージックエンタテインメントと社名変更）。
- 1994年のSFC版『I』および『II』からソニーレコード（後にソニー・ミュージックレコーズと社名変更）。
- 2000年の『VII』および交響組曲の再リリース盤より、同じソニー・ミュージックエンタテインメント系のSPEビジュアルワークス（後にSMEビジュアルワークス、アニプレックスと社名変更）。
- 2005年の都響版Vより、SUGIレーベル発足。ただし、発売元は従来通りアニプレックスのまま。これを機に、2000年以降にアニプレックスから発売した作品もSUGIレーベルのCDとなっている（パッケージ変更）。
- 2009年の『IX』から、SUGIレーベルごとキングレコードに全面移籍。アニプレックスでリリースしたSUGIレーベル作品も含め、それ以前の旧作も形態を整理してキングから再発売される。

### 一覧
ここでは、複数の作品にまたがって楽曲が収録されているCDを挙げる。単一作品の楽曲のみを収録しているCDについては、以下の各作品ごとの項目を参照。
- 「ドラゴンクエスト」のCD
- 「ドラゴンクエストII 悪霊の神々」のCD
- 「ドラゴンクエストIII そして伝説へ…」のCD
- 「ドラゴンクエストIV 導かれし者たち」のCD
- 「ドラゴンクエストV 天空の花嫁」のCD
- 「ドラゴンクエストI・II」のCD
- 「ドラゴンクエストVI 幻の大地」のCD
- 「ドラゴンクエストVII エデンの戦士たち」のCD
- 「ドラゴンクエストVIII 空と海と大地と呪われし姫君」のCD
- 「ドラゴンクエストIX 星空の守り人」のCD
- 「ドラゴンクエストX 目覚めし五つの種族」のCD
- 「ドラゴンクエストXI 過ぎ去りし時を求めて」のCD
- 「ドラゴンクエストモンスターズ テリーのワンダーランド」のCD
- 「ドラゴンクエストモンスターズ2 マルタのふしぎな鍵」のCD

†は廃盤。

#### アポロン音楽工業 → アポロン
【アポロン音楽工業】
- † 組曲 ドラゴンクエスト イン・コンサート（BY30-5173 1987年10月21日） - 東京弦楽合奏団演奏。第1回ファミリークラシックコンサート（1987年8月20日）のライブ録音。サンサースの組曲が録音されているバージョンと、サンサースの組曲は録音されておらず代わりにすぎやまのトークが収録されているバージョンの2種類がある。演奏曲目は『I』・『II』より。
- † ドラゴンクエスト イン・ブラス（BY30-5201 1988年7月5日） - 小野崎孝輔編曲、東京佼成ウインドオーケストラ演奏。『I』〜『III』の楽曲の吹奏楽による演奏。
- † ドラゴンクエスト オン・エレクトーン（BY30-5204 1988年9月21日） - 井上晴夫・小寺久美子演奏。『I』〜『III』の楽曲のエレクトーン演奏。
- † 組曲 ドラゴンクエスト ライブ・コンサート（BY30-5206 1988年10月21日） - ファミリー・クラシック・オーケストラ演奏。第2回ファミリークラシックコンサート（1988年9月26日）のライブ録音。演奏曲目は『I』〜『III』より。
- † ドラゴンクエスト オン・ピアノ Vol.I（APCG-4004 1989年8月10日） - 小森谷裕子演奏。『I』・『IV』の楽曲のピアノ演奏。

【アポロン】
- † ドラゴンクエスト オン・ピアノ Vol.II（APCG-4005 1990年8月10日） - 小森谷裕子演奏。『II』・『III』の楽曲のピアノ演奏。
- † ドラゴンクエスト ジパングワールド（APCG-4011 1991年6月29日） - 小林純編曲、むつのを演奏。『I』〜『IV』の楽曲の和楽器合奏。

#### ポリスター
- † ドラゴンクエストのうた ドラゴンクエスト・ベストソング・セレクション（PSCR-5009 1993年5月26日） - ドラゴンクエストシリーズの楽曲に、女性デュオ「ルーラ」による歌をつけたアルバム。楽曲は『I』〜『III』と『V』より。

#### テラーク・インターナショナル・コーポレーション
- † ブラス組曲 ドラゴンクエスト（PHCT-2001 1993年10月6日） - J・サミュエル・ピラフィアン編曲、フレデリック・フェネル指揮、シンシナティ・ブラス・アンド・パーカッション演奏。演奏曲目は『I』・『III』〜『V』より。[11]

#### Sony Records
- † 交響組曲「ドラゴンクエスト」ライヴ・ベスト -音楽の宝箱-（SRCL-2735 1994年11月2日） - 東京交響楽団演奏。第8回ファミリークラシックコンサート（1994年8月24日）のライブ録音。演奏曲目は『I』〜『V』より。
- ロンドン・フィルハーモニー管弦楽団演奏
  - † 交響組曲「ドラゴンクエスト」ベスト・セレクション 〜ロト編〜（SRCL-3565 1997年7月21日） - 『I』〜『III』より選曲した楽曲を集めたベストアルバム。
  - † 交響組曲「ドラゴンクエスト」ベスト・セレクション 〜天空編〜（SRCL-3566 1997年9月21日） - 『IV』〜『VI』より選曲した楽曲を集めたベストアルバム。
  - † 交響組曲「ドラゴンクエスト」ベスト・セレクション 〜ロト・天空編〜（SRCL-7331・2 1997年9月21日） - 上記2組のアルバムをMDにして発売されたもの。

#### ポリグラム
- † ドラゴンクエスト伝説（POCX-1056/7 1996年11月18日） - 指揮：小松一彦、演奏：神奈川フィルハーモニー管弦楽団。バレエ「ドラゴン・クエスト」にて使用された楽曲版。演奏曲目は『I』〜『V』より。数曲アレンジを施されている。

#### SPEビジュアルワークス → アニプレックス
【SPEビジュアルワークス】
- ロンドン・フィルハーモニー管弦楽団演奏
  - † 交響組曲「ドラゴンクエストI・II」（SVWC-7062 2000年8月23日） - 『I』の全曲と『II』の『聖なるほこら』を除いた楽曲を収録。
  - † 交響組曲「ドラゴンクエスト」ザ・ベスト（SVWC-7074 2001年3月23日） - 『I』〜『VII』より選曲した楽曲を集めたベストアルバム。
  - † 交響組曲「ドラゴンクエスト」ザ・ベスト2（SVWC-7134・5 2002年3月20日） - 第1作から『VII』までのうち「ザ・ベスト」に未収録の曲より選曲した楽曲を集めたベストアルバム。
  - † 交響組曲「ドラゴンクエスト」コンプリートCD-BOX（SVWC-7150〜7 2003年1月22日） - 『I』〜『VII』の全曲（演奏当時にオーケストラ版が存在していた楽曲のみ）をCD7枚に収めたCD-BOX。
- † ドラゴンクエスト ゲーム音源大全集 1（SVWC-7101〜3 2001年12月5日） - FC版の『I』〜『IV』のゲーム音源と、『I』〜『VII』の携帯電話着信メロディ版を収録。ゲーム音源はすべてFC版当時発売された各作品のオーケストラ演奏CDに収録されていた「オリジナル・サウンド・ストーリー」を収録している。
- † ドラゴンクエスト ゲーム音源大全集 2（SVWC-7104〜6 2002年1月9日） - SFC版『I』〜『III』、『V』・『VI』のゲーム音源を収録。『V』はSFC版当時発売されたオーケストラ演奏CDに収録されていた「オリジナル・サウンド・ストーリー」を収録している。
- † ドラゴンクエスト ゲーム音源大全集 3（SVWC-7107〜9 2002年2月6日） - GB版『I』〜『III』、PS版『IV』・『VII』のゲーム音源を収録。

【アニプレックス】
- † 弦楽四重奏による「ドラゴンクエスト」（SVWC-7302・3 2005年12月7日） - マティアス・ムジクム・カルテット（NHK交響楽団の選者）演奏。演奏曲目は『I』〜『VII』より。
- 高橋敦・小田桐寛之編曲、東京メトロポリタン・ブラス・クインテット演奏
  - † 金管五重奏による「ドラゴンクエスト」（SVWC-7338 2006年2月22日） - 演奏曲目は『I』〜『VIII』より。
  - † 金管五重奏による「ドラゴンクエスト」Part.II（SVWC-7496 2007年10月24日） - 演奏曲目は『I』〜『VIII』より。
  - † 金管五重奏による「ドラゴンクエスト」Part.III 〜ア・ラ・カルト〜（SVWC-7607 2009年2月4日） - 演奏曲目は『III』〜『VIII』と『モンスターズ』、『少年ヤンガス』より。

#### OTO音
- † 吹奏楽組曲 ドラゴンクエスト 第1集（OTA-0003 2003年8月5日） - 「イン・ブラス」にデジタルリマスターを施し再リリースしたバージョン。

#### エイベックス
- ドラゴンクエスト ベスト ダンス ミックス（AVCD-23788 2009年3月4日） - dragonflyがリミックスを担当するドラゴンクエストシリーズ初のリミックスCD。

#### キングレコード
- ロンドン・フィルハーモニー管弦楽団演奏
  - 交響組曲「ドラゴンクエスト」ベスト・セレクション 〜ロト編〜（KICC-6310 2009年8月5日） - 『I』〜『III』より選曲した楽曲を集めたベストアルバム。
  - 交響組曲「ドラゴンクエスト」ベスト・セレクション 〜天空編〜（KICC-6311 2009年8月5日） - 『IV』〜『VI』より選曲した楽曲を集めたベストアルバム。
- 弦楽四重奏による「ドラゴンクエスト」（KICC-6312・3 2009年8月5日） - マティアス・ムジクム・カルテット（NHK交響楽団の選者）演奏。演奏曲目は『I』〜『VII』より。
- 金管五重奏による「ドラゴンクエスト」（KICC-6314 2009年8月5日） - 高橋敦・小田桐寛之編曲、東京メトロポリタン・ブラス・クインテット演奏。演奏曲目は『I』〜『VIII』より。
- ドラゴンクエスト ゲーム音源大全集 1（KICA-1465〜7 2009年10月7日） - FC版の『I』〜『IV』のゲーム音源と、『I』〜『VII』の携帯電話着信メロディ版を収録。ゲーム音源はすべてFC版当時発売された各作品のオーケストラ演奏CDに収録されていた「オリジナル・サウンド・ストーリー」を収録している。
- ドラゴンクエスト ゲーム音源大全集 2（KICA-1468〜70 2009年10月7日） - SFC版『I』〜『III』、『V』・『VI』のゲーム音源を収録。『V』はSFC版当時発売されたオーケストラ演奏CDに収録されていた「オリジナル・サウンド・ストーリー」を収録している。
- ドラゴンクエスト ゲーム音源大全集 3（KICA-1471〜3 2009年10月7日） - GB版『I』〜『III』、PS版『IV』・『VII』のゲーム音源を収録。
- 真島俊夫編曲、東京メトロポリタン・ウィンド・アンサンブル演奏
  - 吹奏楽による「ドラゴンクエスト」Part.I（KICC-6337 2010年7月21日） - 演奏曲目は『I』〜『III』より。
  - 吹奏楽による「ドラゴンクエスト」Part.II（KICC-6338 2010年9月22日） - 演奏曲目は『IV』〜『VI』より。
- ドラゴンクエスト/ソロ・ギター・コレクションズ（KICC-6354 2014年7月23日） - 南澤大介編曲、演奏。演奏曲目は『I』〜『X』より。